# Хронологія Єрусалима
У статті подано хронологію головних подій в історії Єрусалима; за весь час існування міста за нього відбулося більше 16 битв. За його довгу історію Єрусалим двічі руйнували і 23 рази тримали в облозі, на місто 52 рази нападали та 44 рази захоплювали.

## до XI століття до н.е.

Нове царство за часів свого найбільшого розквіту (XV ст. до н.е.)

Єрусалим на карті Леванту бл. 830 р. до н.е.

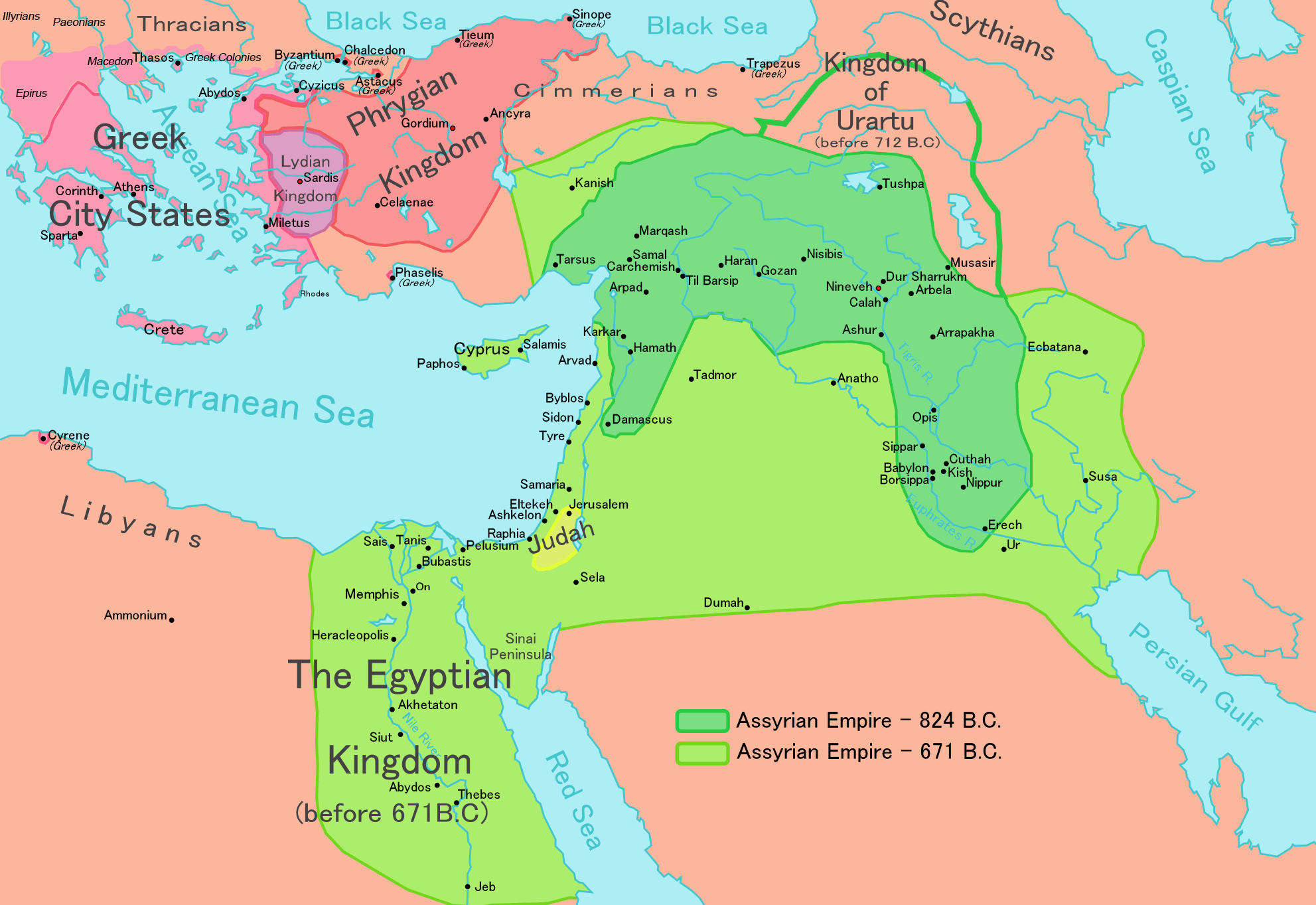
Новоасирійське царство за часів свого найбільшого розквіту

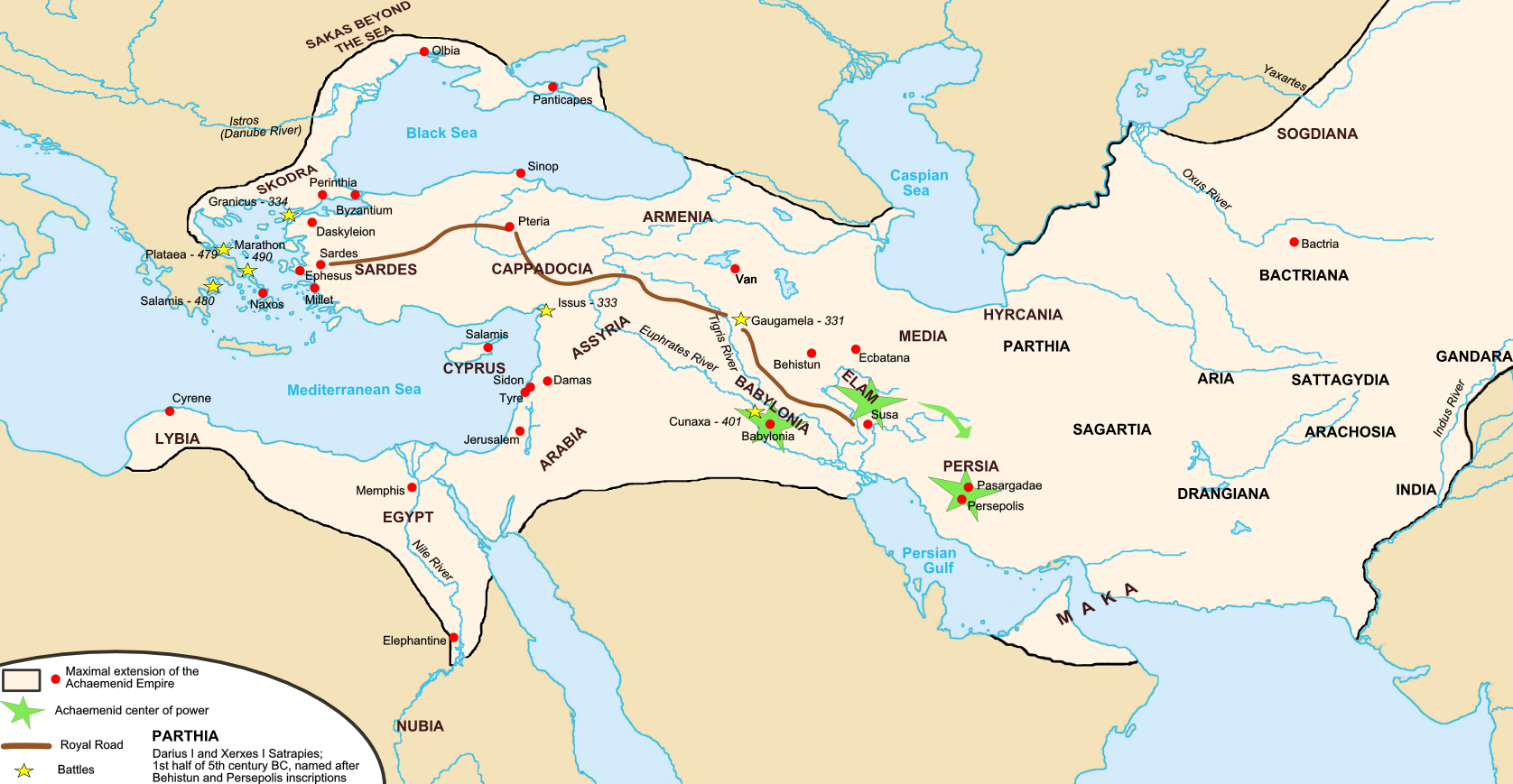
Держава Ахеменідів за часів Дарія ІІІ

### Доханаанський період
- 4500–3500 рр. до н.е.: Засновано перше поселення біля річки Гіхон (перші археологічні свідчення).
- бл. 2000 р. до н.е.: перша згадка міста під назвою Русалімум у т.зв. «списках ненависті[en]» епохи Середнього царства, хоча тотожність Русалімума до Єрусалима ставилася під сумнів.[3][4][5] Семітський корінь С-Л-М у назві міста може походити або від слова «мир» (Салам або Шалом у сучасних арабській та івриті), або від назви бога світанку у ханаанській релігії — Шалема.
- бл. 1850 р. до н.е.: згідно з Книгою Буття, жертвопринесення Ісаака відбувається на горі Моріа[en] (див. Біблійна хронологія). Дослідники Біблії часто вважали, що ця гора знаходиться в Єрусалимі, хоча щодо цього велися суперечки.
- бл. 1700–1550 рр. до н.е.: згідно з Манефоном (за книгою Йосипа Флавія «Проти Апіона[en]»), до регіону вторглися гіксоси.

### Ханаанськийперіод та епохаНового царства
- бл. 1550–1400 рр. до н.е.: Єрусалим став васалом Єгипту у результаті об'єднання Єгипту разом з Левантом у Нове царство за часів фараонів Яхмоса І та Тутмоса І.
- бл. 1330 р. до н.е.: листування між Абді-Гебою, ханаанським правителем Єрусалима (тодішнього Урусаліма), та Аменхотепом ІІІ, на основі якого можна зробити висновок, що місто було васалом Нового царства.
- 1178 р. до н.е.: після битви за Джахі між Рамзесом ІІІ та народами моря почався занепад влади Нового царства у Леванті протягом катастрофи Бронзової доби (події зображено на північній стіні храму Медінет-Абу та у папірусі Гарріса.

## XI століття до н.е.
- бл. 1000 р. до н.е.: згідно з Біблією, у місті, на той час відомому як Євус, проживали євусеї.

### Період незалежностіІзраїлю та Юдеї(правління нащадків царя Давида)
- бл. 1010 р. до н.е.: цар Давид нападає на Єрусалим і захоплює його. Місто отримує назву Міста Давида та стає столицею об'єднаного Ізраїльського царства.[3]

## X століття до н.е.
- бл. 962 р. до н.е.: цар Соломон будує Перший храм.
- бл. 931–930 р. до н.е.: зі смертю Соломона закінчується золотий вік Ізраїлю. Єрусалим стає столицею (південного) Юдейського царства, яким після розпаду об'єднаної держави править син Соломона Ровоам.
- 925 р. до н.е.: фараон Шешонк І під час Третього перехідного періоду захоплює Ханаан внаслідок битви на Гірких Озерах[en]. Можливо, саме він згадується у Біблії як Шишак[en] — перший фараон, який захопив та сплюндрував Єрусалим (див.: Бубаститський портал[en]

## IX століття до н.е.
- 853 р. до н.е.: битва при Каркарі, під час єрусалимські війська скоріш за все брали участь у невирішальній сутичці проти Салманасара ІІІ, правителя Новоассирійського царства (за Біблією, союзником ізраїльського царя Ахава був юдейський цар Йосафат) (див. Курхські моноліти[en]).
- бл. 850 р. до н.е.: Єрусалим розграбували філістимляни, араби та ефіопи, які сплюндрували будинок царя Йорама та вивезли всю його родину окрім молодшого сина Ахазії.
- бл. 830 р. до н.е.: цар Араму Азаїл завойовує більшу частину Ханаану. За Біблією, юдейський цар Йоас віддав йому усі скарби Єрусалима, проте Азаїл вирішив вбити «всіх князів народу» у місті.

## VIII століття до н.е.
- 786 р. до н.е.: ізраїльський цар Йоас грабує місто, руйнує його мури та бере у полон царя Амасію.
- бл. 740 р. до н.е.: асирійські літописи фіксують військові перемоги Тіглатпаласара ІІІ над юдейським царем Уззією.

### Епоха Новоасирійського та Нововавилонського царств

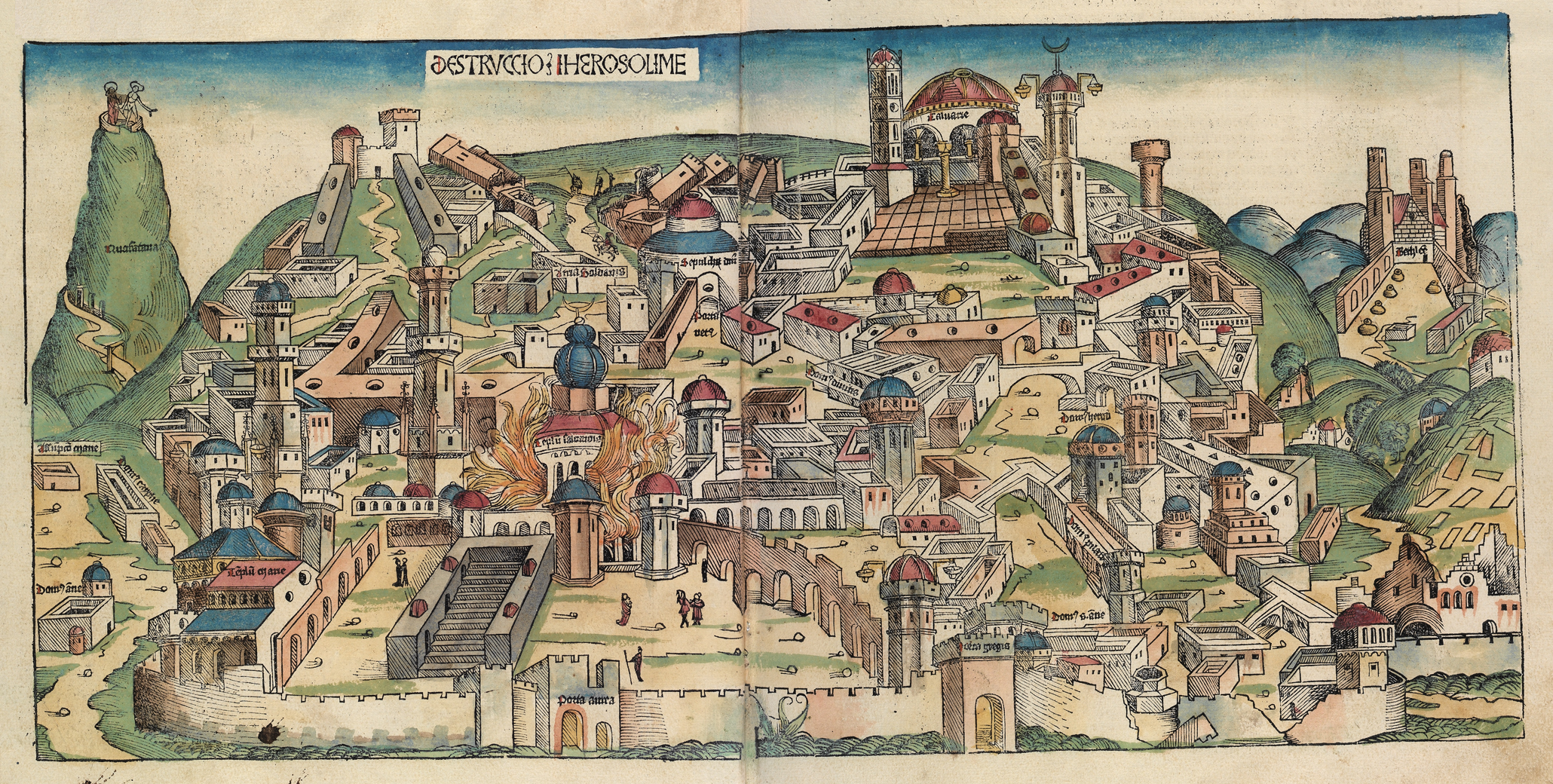
Ілюстрація з Нюрнберзької хроніки, що зображує зруйнування Єрусалима під час вавилонського правління

- 733 р. до н.е.: за Біблією, Єрусалим став васалом Новоасирійського царства[6] після того, як юдейський цар Ахаз попрохав у царя Тіглатпаласара ІІІ захистити місто від ізраїльського царя Пекаха та арамського царя Резона ІІ. Тіглатпаласар ІІІ пізніше завойовує більшу частину Леванту.
- бл. 712 р. до н.е.: споруджено Силоамський тунель[en], який мав зберігати води річки Гіхон у межах міста. За Біблією. цей тунель збудував цар Єзекія перед облогою асирійців водночас зі збільшенням єрусалимських укріплень через Тиропеонську долину, які також охоплювали пагорб, відомий сьогодні як гора Сіон.[7]
- 712 р. до н.е.: асирійська облога Єрусалима[en] — місто сплачує ще один викуп Новоасирійському царству після того, як цар Сінаххеріб узяв Єрусалим в облогу.

## VII століття до н.е.
- бл. 670 р. до н.е.: царя Манасію, правителя Єрусалима, у ланцюгах доставили до асирійського царя, ймовірно, через підозру у невірності.[8]
- бл. 627 р. до н.е.: смерть царя Ашшурбаніпала; внаслідок успішного перевороту цар Набопаласар засновує Нововавилонське царство.
- 609 р. до н.е.: Єрусалим стає частиною держави Двадцять шостої династії єгипетських фараонів після загибелі царя Йосії у битві при Мегіддо[en] проти армії фараона Нехо ІІ. Єгиптяни скинули сина Йосії, Йоахаза, замість якого правителем Єрусалима став його брат Йоаким.
- 605 р. до н.е.: Єрусалим знову стає васалом Нововавилонського царства після поразки Нехо ІІ у битві при Каркеміші[en] проти Навуходоносора ІІ

## VI століття до н.е.
- 599–597 рр. до н.е.: перша вавилонська облога Єрусалима[en] — Навуходоносор ІІ придушив постання у Юдейському царстві та інших містах Леванту, яке спалахнуло після невдалого вторгнення нововавилонської армії до Єгипту у 601 р. до н.е. Йоахина, правителя Єрусалима, депортували до Вавилона.
- 587–586 рр. до н.е.: друга облога Єрусалима[en] — Навуходоносор ІІ відбив спробу фараона Апрія напасти на Юдею. Внаслідок цього Єрусалим разом з Першим храмом було майже зруйновано, а освічені мешканці міста виїхали до Вавилону (див. Єрусалимська хроніка[en]).
- 582 р. до н.е.: вбито Годолію[ru], вавилонського намісника у Юдеї; хвиля міграцій до Єгипту і третя депортація.

### Перська епоха (імперія Ахеменідів)
- 539 р. до н.е.: Єрусалим стає частиною сатрапії Заріччя в державі Ахемендіві після того, як цар Кір Великий завоював Нововавилонське царство після поразки царя Набоніда у битві під Опісом[en].
  - Кір Великий видає указ, що дозволяє вавилонським євреям повернутися з Вавилонського полону та відбудувати храм (свідчення лише біблійних джерел, див. Кір Великий у Біблії[en] та Повернення на Сіон[en]).[9]
  - Перша хвиля вавилонських емігрантів («алія Шешбазара»)
  - Друга хвиля вавилонських емігрантів («алія Зоровавеля»)
  - Після повернення вавилонських євреїв посилюється розкол між євреями та самаритянами, які лишилися на цій території протягом ассирійських та вавилонських депортацій.
- 516 р. до н.е.: на шостий рік правління Дарія Великого збудовано Другий храм.

## V століття до н.е.
- 458 р. до н.е.: третя хвиля повернень вавилонських євреїв, алія Ездри
- 445 р. до н.е.: четверта, остання, хвиля імміграцій вавилонських євреїв — алія Неємії. Неємія, призначений намісником в Юдеї, відбудовує стіни Старого міста.
- 410 р. до н.е.: в Єрусалимі створено Великі збори[en].

## IV століття до н.е.
- 350 р. до н.е.: Єрусалим разом з іншими містами Леванту і Кіпру повстає проти царя Артаксеркса ІІІ. Артаксеркс згодом захоплює місто і спалює його. Євреїв, що підтримували повстанців, вислали до Гірканії на Каспійському морі.

## Античність

### Елліністичний період (династіяПтолемеївтаСелевкідів)

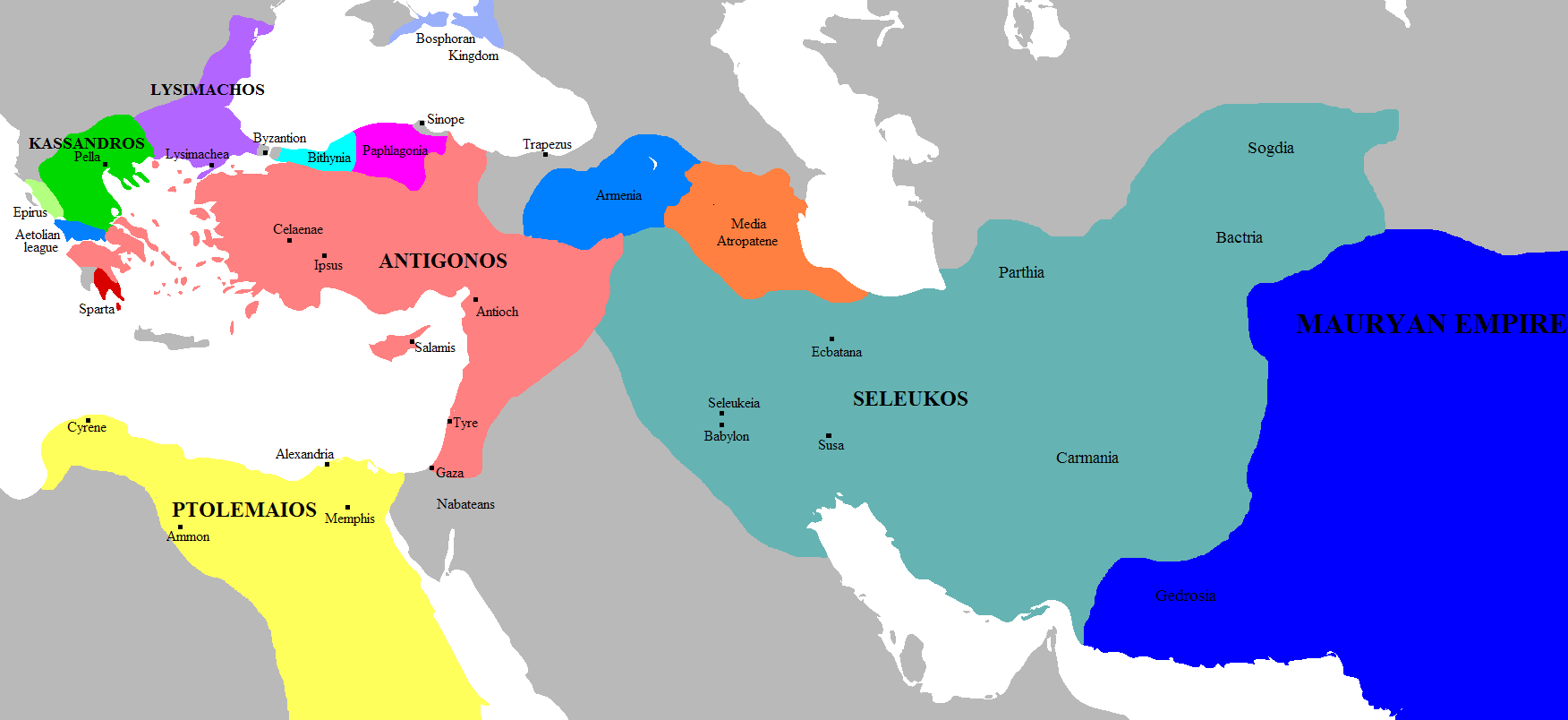
Держава діадохів та інші держави перед битвою при Іпсі, бл. 303 р. до н.е.

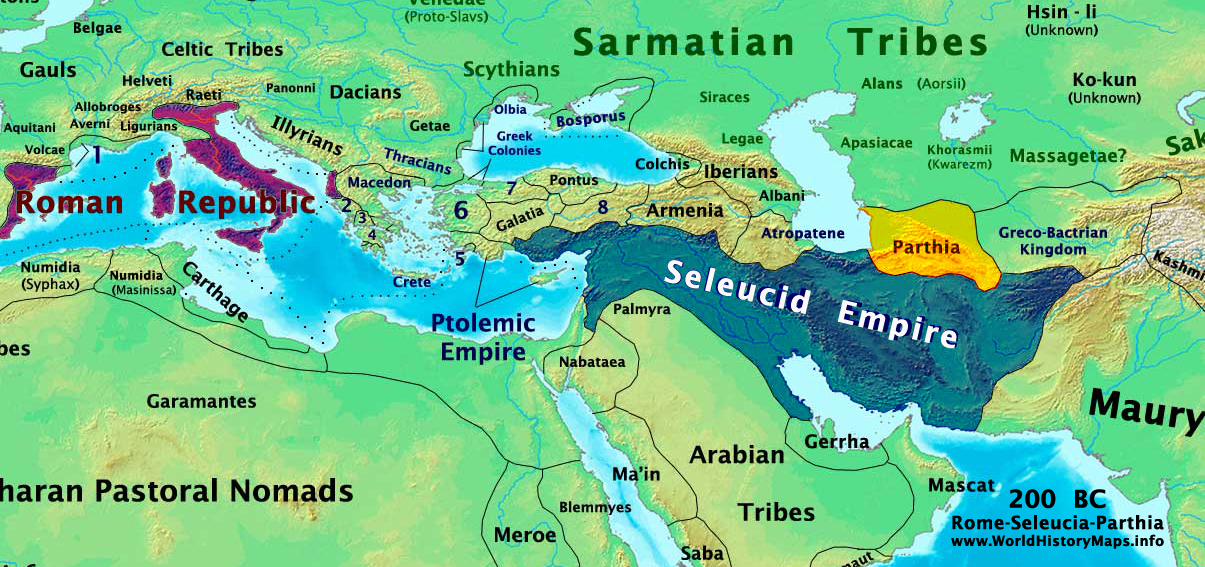
Держава Селевкідів бл. 200 р. до н.е.

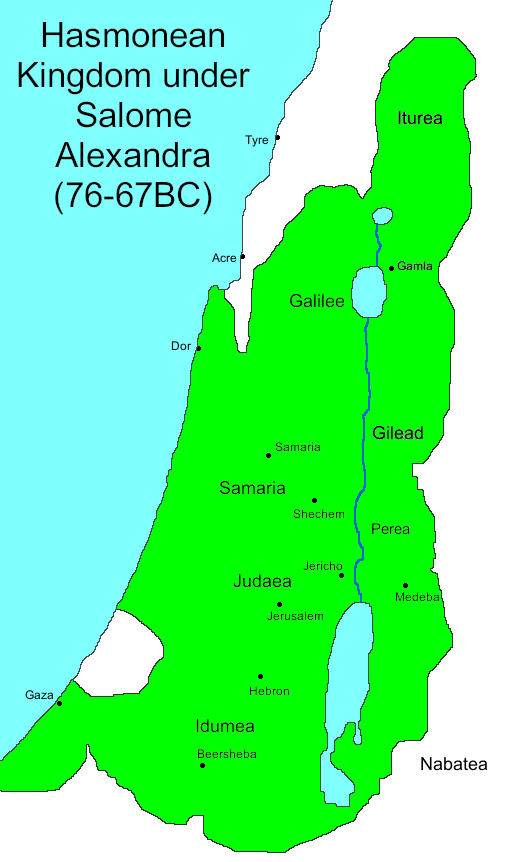
Держава Хасмонеїв за часів свого найбільшого розквіту у період правління Саломеї Александри

- 332 р. до н.е.: Єрусалим здається Александру Великому протягом його шестирічного завоювання імперії Дарія ІІІ. Армія Александра майже безперешкодно оволоділа містом, прямуючи до Єгипту після облоги Тіра.
- 323 р. до н.е.: місто переходить під владу Лаомедона Мітиленського, який керував провінцією Сирія після смерті Александра та подальшого поділу Вавилона між діадохами. Цей було закріплено два роки потому як поділ в Трипарадісі.
- 320 р. до н.е.: генерал Ніканор[en], направлений сатрапом Єгипту Птолемеєм І Сотером з держави Птолемеїв, захоплює Сирію разом з Єрусалимом та бере в полон Лаомедона.
- 315 р. до н.е.: Антигоніди заволоділи містом після відходу Птолемея І Сотера з Сирії, а Антигон І Одноокий напав на місто під час третьої війни діадохів. Селевк І Нікатор, вавилонський намісник за часів правління Антигона І, виїхав до Єгипту, щоб приєднатися до Птолемея І.
- 312 р. до н.е.: після поразки у битві під Газою Деметрія І, сина Антигона,Єрусалим знову відходить до Птолемея І Сотера. Ймовірно, що Селевк І Нікатор, який згодом став адміралом в армії Птолемея, також брав участь у битві, оскільки після неї він отримав 800 піхотинців та 200 вершників, з якими одразу виїхав до Вавилона, де заснував державу Селевкідів.
- 311 р. до н.е.: династія Антигонідів відновлює контроль над містом після повторного відходу Птолемея з Сирії після поразки у битві з Антигоном І Однооким; укладено мирний договір.
- 302 р. до н.е.: Птолемей втретє нападає на Сирію, проте невдовзі знову покидає її через неправдиву звістку про перемогу Антигона над Лісімахом, іншим діадохом.
- 301 р. до н.е.: Келесирія (південна Сирія) разом з Єрусалимом після загибелі Антигона І у битві при Іпсі знову відходить до Птолемея І Сотера. Птолемей не брав участі в битві, тому переможці — Селевк І Нікатора та Лісімах — розділили між собою державу Антигонідів, у той час як південна Сирія мала стати частиною держави Селевкідів. Хоча Селевк не намагався завоювати територію, яка йому призначалася, його превентивні походи призвели до Сирійських війн, які почалися у 274 р. до н.е. між нащадками двох правителів.

## III століття до н.е.
- 219–217 рр. до н.е.: через зраду Теодота Етолійського[en], який керував провінцією Келесирія від імені Птолемея IV Філопатора, її північна частина у 219 р. відходить до держави Селевкідів. Селевкіди майже дійшли до Єгипту, але зазнали поразки у битві при Рафії (Рафасі) 217 р.
- 200 р. до н.е.: Єрусалим опинився під контролем держави Селевкідів внаслідок битви при Паніумі (частини П'ятої Сирійської війни), у ході якої Антіох ІІІ Великий переміг Птолемеїв.

## II століття до н.е.
- 175 р. до н.е.: Антіох IV після смерті батька стає царем держави Селевкідів. Він прискорює намагання Селевкідів викорінити єврейську релігію тим, що змушує юдейського первосвященика Онію ІІІ поступитися місцем своєму братові Ясону, якого через три роки змінив Менелай. Він забороняє святкування шабату та проведення обрізання, бере під свою владу Єрусалим та споруджує вівтар Зевса у розграбованому Другому храмі.
- 167 р. до н.е.: Макавейські війни спалахнули після того, як представник селевкідської влади від імені Антіоха IV вимагав від Маттафії принести жертву грецьким богам. Той відмовився, вбив єврея, який вийшов вперед, щоб це зробити, та напав на службовця, який пропонував йому це.[10] У тому ж році відбулася битва при Ма'але-Левона[en].
- 25 кіслева 164 р. до н.е.: Макавеї захоплюють Єрусалим внаслідок битви при Бет-Цурі[en] та відновлюють Другий храм (див. Ханука). Хасмонеї оволоділи частиною Єрусалима, у той час як Селевкіди зберігали контроль над міською фортецею Акра та більшістю прилеглих територій.
- 160 р. до н.е.: Селевкіди відновлюють владу над усім містом після загибелі Юди Макавея в битві при Еласі[en]; кінець Макавейських війн.
- 145–144 рр. до н.е.: Александра І Баласа скинуто внаслідок битви при Антіохії[en] (столиці держави) Деметрієм ІІ Нікатором, союзником якого був цар Єгипту Птолемей IV Філометор. Наступного року Мітридат І захоплює Селевкію (попередню столицю держави Селевкідів), що значно послаблює владу Деметрія ІІ Нікатора над рештою держави.

### ДержаваХасмонеїв
- бл. 140 р. до н.е.: Симон Хасмоней захопив і пізніше зруйнував Акру.
- 139 р. до н.е.: після поразки Селевкідів у Персії Деметрій ІІ Нікатор на дев'ять років стає в'язнем Парфянського царства., яке швидко набирає могутність. Симон Хасмоней вирушає до Рима, де Римська республіка офіційно визнає державу Хасмонеїв. Втім, цей регіон лишається провінцією держави Селевкідів, тому Симон Хасмоней змушений забезпечувати війська для Антіоха VII.
- 134 р. до н.е.: садукей Йоханан Гіркан стає правителем після смерті батька, Симона Хасмонея. Він бере собі грецьке тронне ім'я (див. Гірканія) згідно з культурним звичаєм його селевкідських сюзеренів.
- 134 р. до н.е.: селевкідський цар Антіох VII знову оволодів містом. Йоханан Гіркан відкрив гробницю царя Давида та дістав три тисячі талантів, які він заплатив як викуп за місто (згідно з Йосипом Флавієм[11]). Гіркан лишається правителем та стає васалом Селевкідів.
- 116 р. до н.е.: громадянська війна між зведеними братами-Селевкідами Антіохом VIII Гріпом та Антіохом ІХ Кізікським призводить до сум'яття в державі та незалежності окремих областей, зокрема Юдеї.[12][13]
- 110 р. до н.е.: Йоханан Гіркан здійснює перші військові завоювання незалежної Хасмонейської держави, збільшуючи свою армію найманців для захоплення Мадаби і Сихема, що значно посилює регіональне значення Єрусалима.[14][15]

## I століття до н.е.
- бл. 87 р.до н.е.: згідно з Йосипом Флавієм, після шестирічної громадянської війни за участі царя Селевкідів Деметрія ІІІ Евкера та хасмонейського правителя Александра Янная, у Єрусалимі були розіп'яті 800 єврейських повстанців.
- 73–63 рр. до н.е.: Римська республіка поширює свій вплив на регіон після Третьої Мітридатової війни[en]. Під час неї вірменський цар Тигран ІІ заволодів Сирією і готувався до нападу на Юдею та Єрусалим, але був змушений відмовитися від своїх планів після Лукуллового вторгнення до Вірменії.[16] Вважається, що саме у цей період було засноване перше вірменське поселення в Єрусалимі.[17] Згідно з вірменським істориком Мовсесом Хоренаці, який писав у 482 р. до н.е., цар Тигран захопив Єрусалим та відіслав Гіркана до Вірменії, хоча більшість дослідників ставлять це твердження під сумнів.[18][19]

### Ранньоримськийперіод

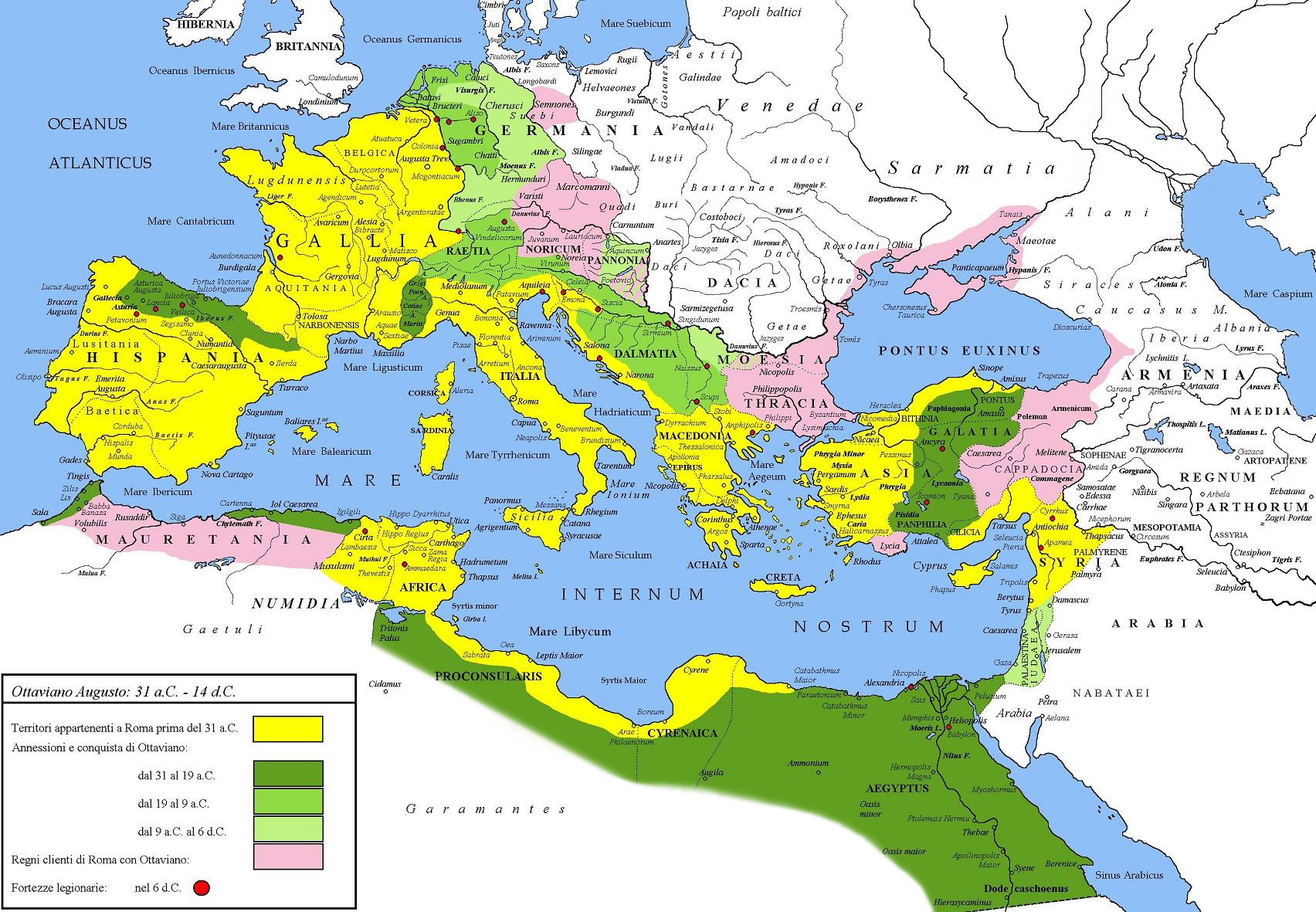
Розширення Римської імперії за часів Октавіана Августа, 30 р. до н.е. – 6 р. н.е.

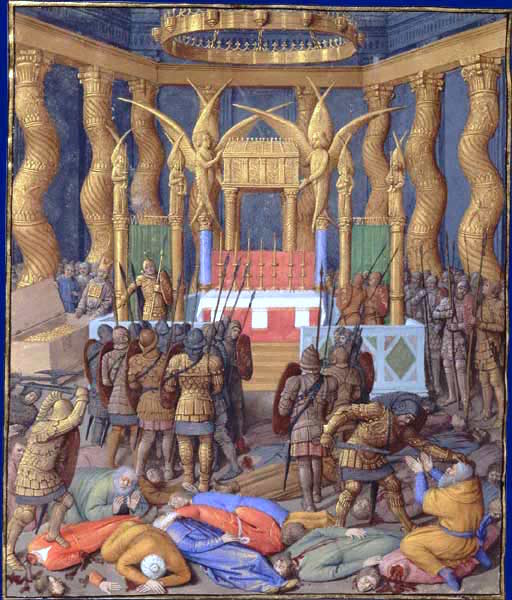
Помпей в Єрусалимському храмі, 63 р. до н.е. (Жан Фуке, 1470–1475 рр.)

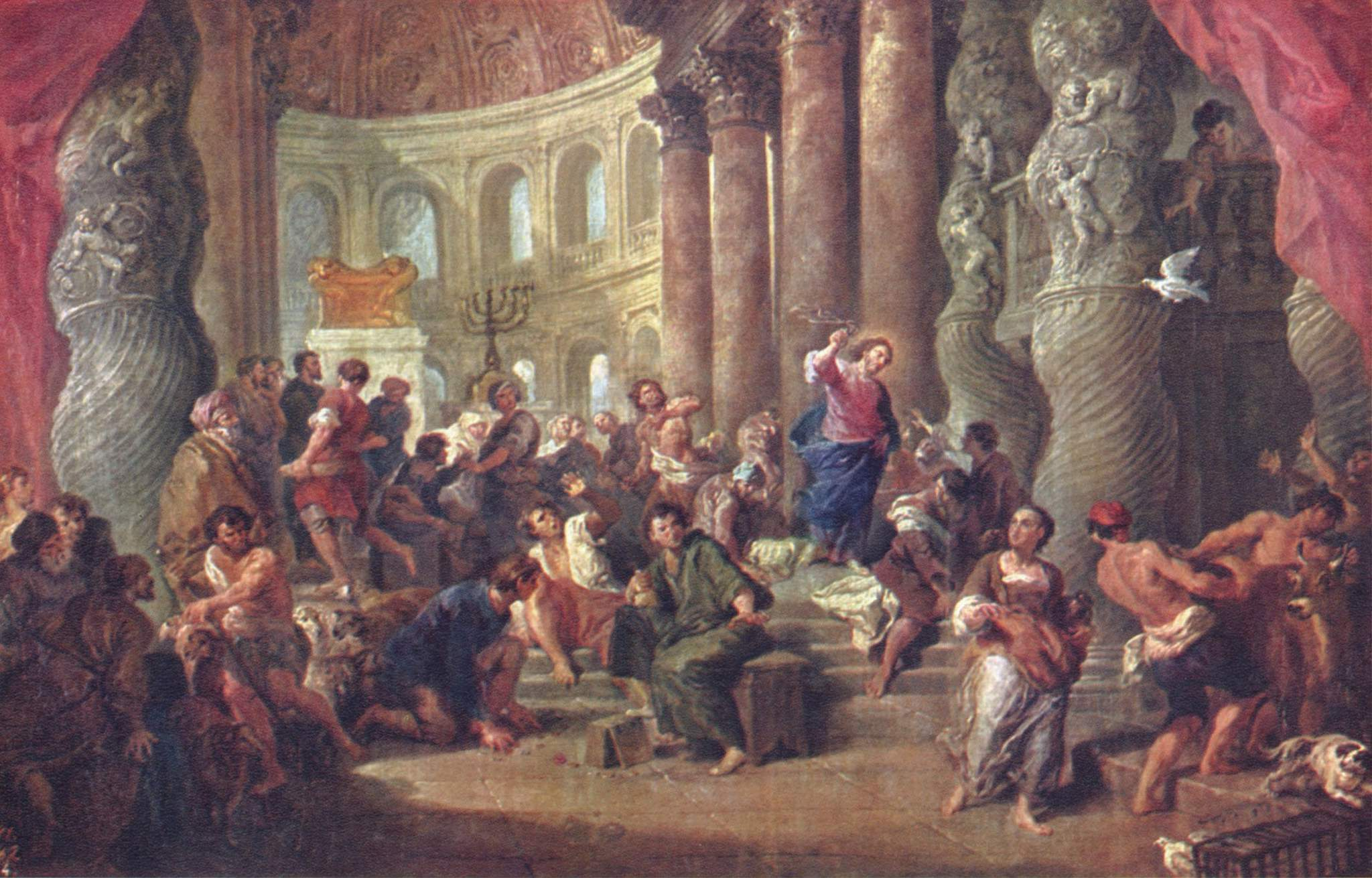
Ісус у храмі (Джованні Паоло Панніні, бл. 1750 р.)

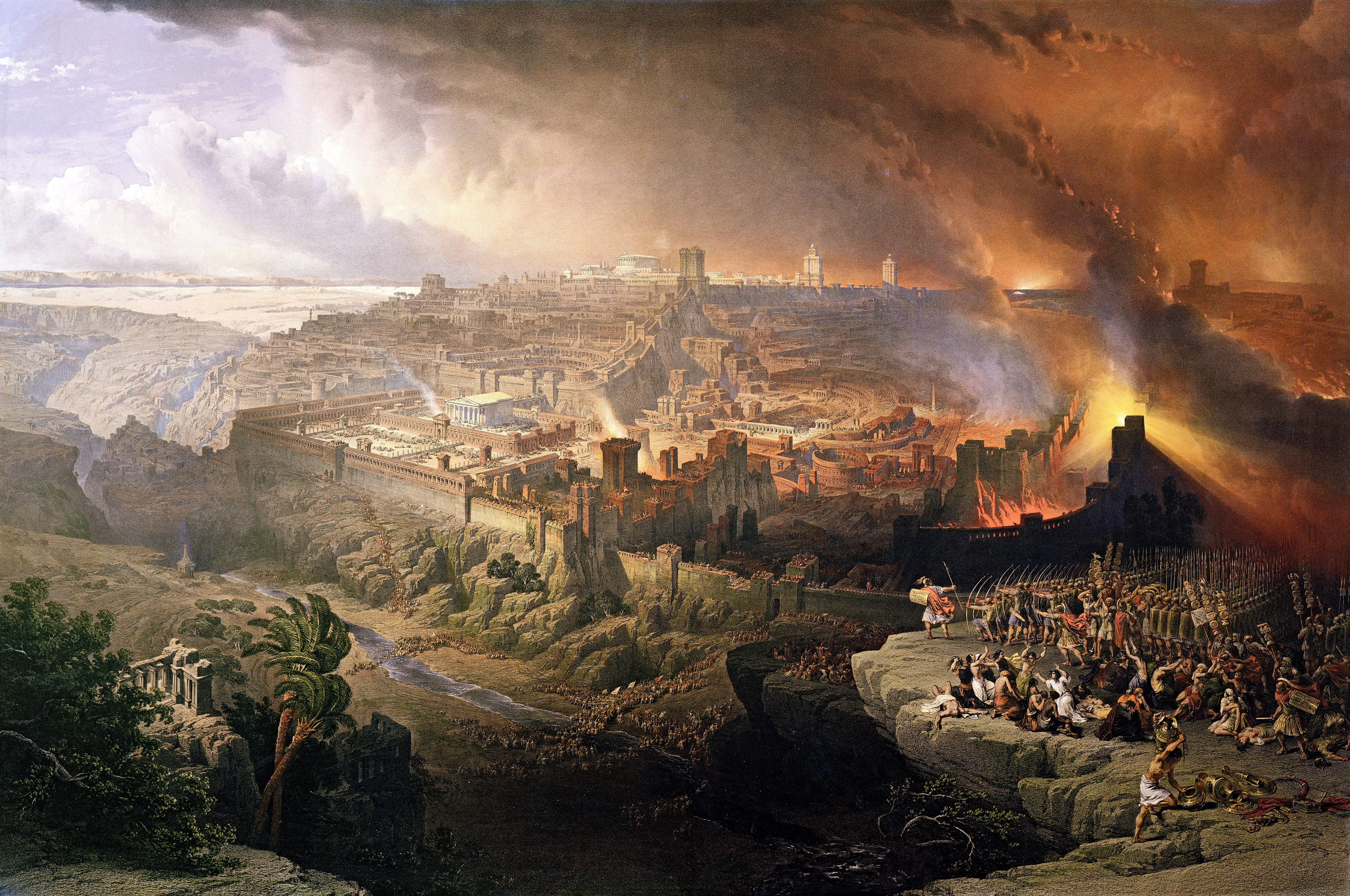
Облога Єрусалима у 70 р. н.е. (Девід Робертс, 1850 р.)

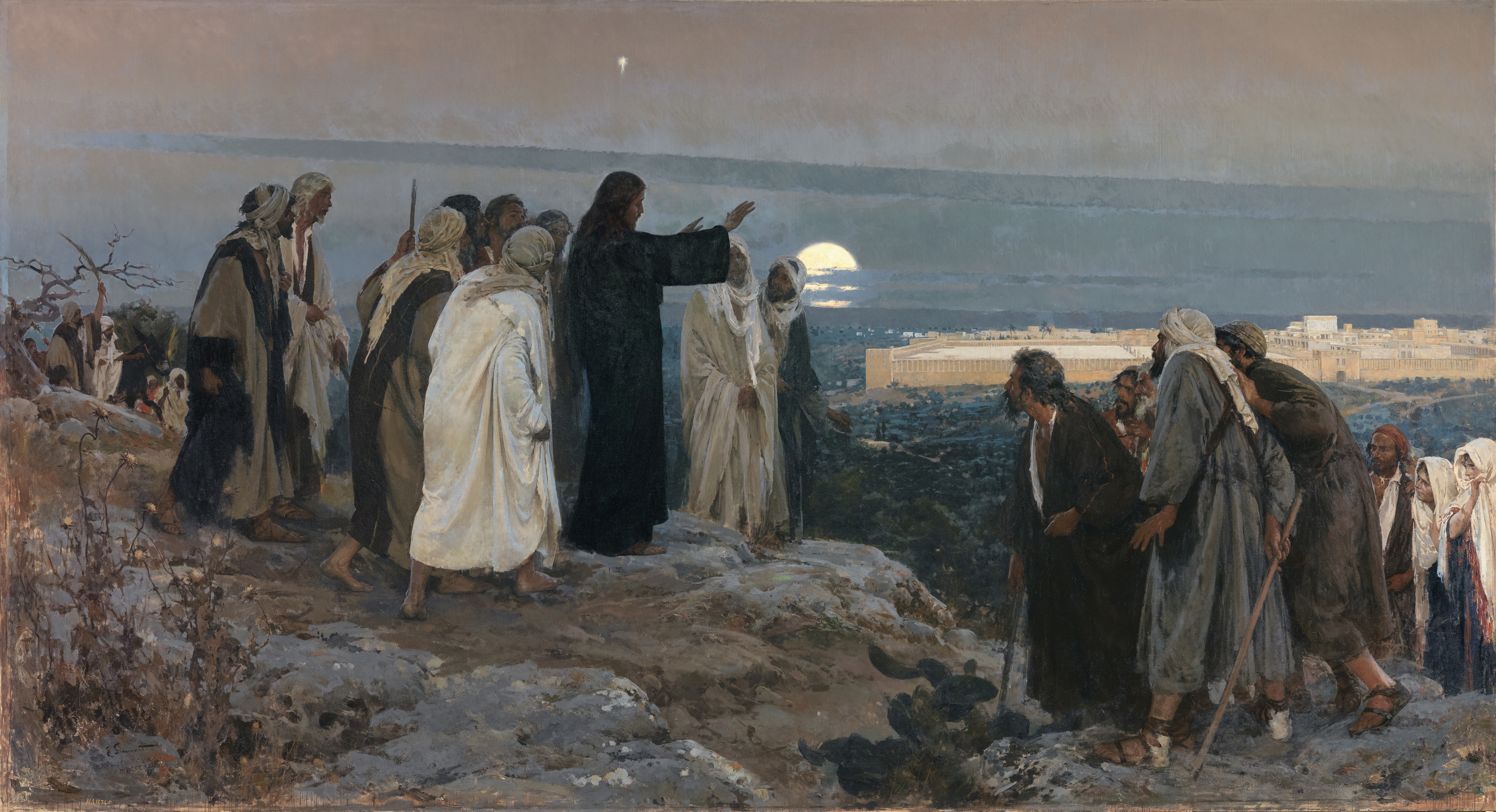
«Flevit super illam» (Він плакав над ним). Енріке Сімоне, 1892 р.

- 63 р. до н.е.: війська Римської республіки під командуванням Гнея Помпея Великого після облоги захоплює місто.[3] Помпей входить до храму, проте лишає скарби. Йоханана Гіркана ІІ призначено первосвящеником, губернатором став Антипатр Ідуменянин.
- 57–55 рр. до н.е.: Авл Габіній, проконсул Сирії, розділив колишню державу Хасмонеїв на п'ять округів, підпорядкованих Синедріону, представництва якого знаходилися в Єрусалимі, Сепфорісі (Галілея), Єрихоні, Аматі (Перея) та Гадарі.[20][21]
- 54 р. до н.е.: Марк Ліциній Красс руйнує храм та забирає все золото після неотримання бажаного викупу (за Йосипом Флавієм).
- 45 р. до н.е.: Антипатр Ідуменянин призначений Юлієм Цезарем прокуратором Юдеї після проголошення самого Цезаря диктатором Римської республіки внаслідок громадянської війни.
- 43 р. до н.е.: отруєно Антипатра Ідуменянина; спадкоємцями стають його сини Фазаель та Ірод.
- 40 р. до н.е.: Антигон, син хасмонейського царя Арістобула ІІ та племінник Гіркана ІІ, пропонує гроші армії Парфянського царства, щоб вона допомогла йому забрати хасмонейські володіння у римлян. Генерал Барзафарн[en], парфянський цар Пакор І та римський дезертир Квінт Лабієн[en] захоплюють Єрусалим. Антигон стає царем Юдеї. Гіркана було покалічено, Фазаель закінчив життя самогубством, а Ірод втік до Рима.
- 40–37 рр. до н.е.: римський сенат призначає Ірода «царем євреїв» та надає йому армію. Після розгрому армії парфянців у північній Сирії генералом Публієм Вентідієм Бассом Ірод та римський генерал Гай Сосій відбирають Юдею у Антигона ІІ, тим самим знявши облогу міста[en].[22][23]
- 37–35 рр. до н.е.: Ірод Великий будує фортецю Антонія, названу на честь Марка Антонія, на місці колишньої фортеці Хасмонеїв.[24]
- 19 р. до н.е.: Ірод розширює Храмову гору, відновлює Храм (Храм Ірода) та споруджує Західний мур.
- 15 р. до н.е.: Марк Віпсаній Агріппа, зять імператора Августа, відвіжує Єрусалим та пропонує провести у храмі гекатомбу.[25]
- 6 р. до н.е.: в Ейн-Каремі у Захарія та Єлисавети народився Іван Хреститель.
- 5 р. до н.е.: Стрітення через 40 днів після народження Ісуса у Вифлеємі (лише за Біблією).
- 6 р. до н.е.: кінець правління Ірода в Єрусалимі.
  - Скинуто Ірода Архелая як етнарха юдейської тетрархії[en]. Династію Іродіадів у новоствореній провінції Юдея замінили римські префекти, а після 44 р. до н.е. — прокуратори, починаючи з Копонія (Іродіади правили в інших місцях, а Ірод Агріппа І та  Агріппа ІІ пізніше були царями).
  - Сенатор Квіріній, призначений легатом римської провінції Сирія (до якої за Йосипом Флавієм «додавалася» Юдея,[26] хоча Бен-Сассон[en] стверджує, що Юдея була «супутником Сирії», а не її частиною[27]), стягує податки з Сирії та Юдеї, відомі як указ Квірінія[en].
  - Через обидві події спалахує невдале повстання на чолі з Юдою Галілеянином та починається рух зелотів (за Йосипом Флавієм).
  - Замість Єрусалима адміністративною столицею стає Кесарія Палестинська.[28]

## I століття
- 7–26.: короткий період миру, відносно без постань у Юдеї та Галілеї.[29]
- 28–30: трирічне Служіння Ісуса[en], під час якого, згідно з Біблією, в Єрусалимі відбулася низка ключових подій, а саме:
  - Спокуси Христа;
  - вигнання торговців з храму;
  - зустріч з Никодимом;
  - зцілення сліпонародженого.
- 30: ключові події страждань Ісуса, згідно з Біблією. відбувалися в Єрусалимі:
  - Вербна неділя (Ісус прибув до Єрусалима як месія, в'їхавши до міста на віслюку);
  - Тайна вечеря;
  - Страсті та Розп'яття Христове;
  - Воскресіння Христа;
  - Вознесіння.
- 30: першого мученика-християнина (першомученика), святого Стефана, закидали камінням за рішенням Синедріону.
- 37–40 : «Криза часів Калігули» — фінансова криза по всій імперії спричинила «перше відкрите протистояння» між євреями та римлянами, хоча проблеми існували ще за часів Указу Квірінія у 6 р. н.е. та у період правління Сеяна до 31 р. н.е.[30]
- 45–46: після голоду в Юдеї Павло та Варнава допомагають єрусалимським біднякам від імені Антіоха.
- 50: вважається, що апостоли утворили Єрусалимський собор — перші християнські збори. Можливо, це позначило перший офіційний розкол між християнами та євреями, оскільки було вирішено, що християни не мають проводити обрізання або інакше виконувати ранні закони нащадків Ноя.
- 57: в Єрусалимі заарештовано апостола Павла після того, як на нього у храмі напав натовп;[31] Павло захищається перед Синедріоном.
- 64–68: імператор Нерон по всій імперії переслідує християн та євреїв.
- 66: Якова Праведного, Господнього брата і першого патріарха Єрусалимського,вбито в Єрусалимі за наказом первосвященика Анана бен Анана[en] (згідно з Євсевієм Кесарійським).[32]
- 66–73: Перша Юдейська війна — єврейське повстання на чолі з Симоном Бар-Гіора[en].
  - 14 квітня 70: римські війська Тита Флавія починають облогу Єрусалима.
  - 8 вересня 70: римські війська здобувають місто, знищують його і Другий Єрусалимський храм. У місті розміщено римський Х Легіон Протоки.
  - Синедріон перенесено[en] до міста Явне. Панівну позицію займають фарисеї, а їх форма юдаїзму закладає основи для сучасного талмудичного юдаїзму (у той час як садукеї та ессени вже не згадуються як окремі групи).
  - Головні християни міста переїжджають до Пелли.
- бл. 90–96 рр. н.е.: євреї та християни зазнають масштабних переслідувань по всій Римській імперії наприкінці правління імператора Доміціана.

## II століття
- 115–117 рр. н.е.: євреї знову постають проти римлян на території всієї імперії разом з Єрусалимом під час Другої Юдейської війни[en].
- 117 р. н.е.: святого Симеона Єрусалимського, другого патріарха Єрусалимського, розп'ято в Єрусалимі або його околицях за наказом проконсула Аттика у період правління Траяна.[33]

### Пізньоримський період (Елія Капітоліна)

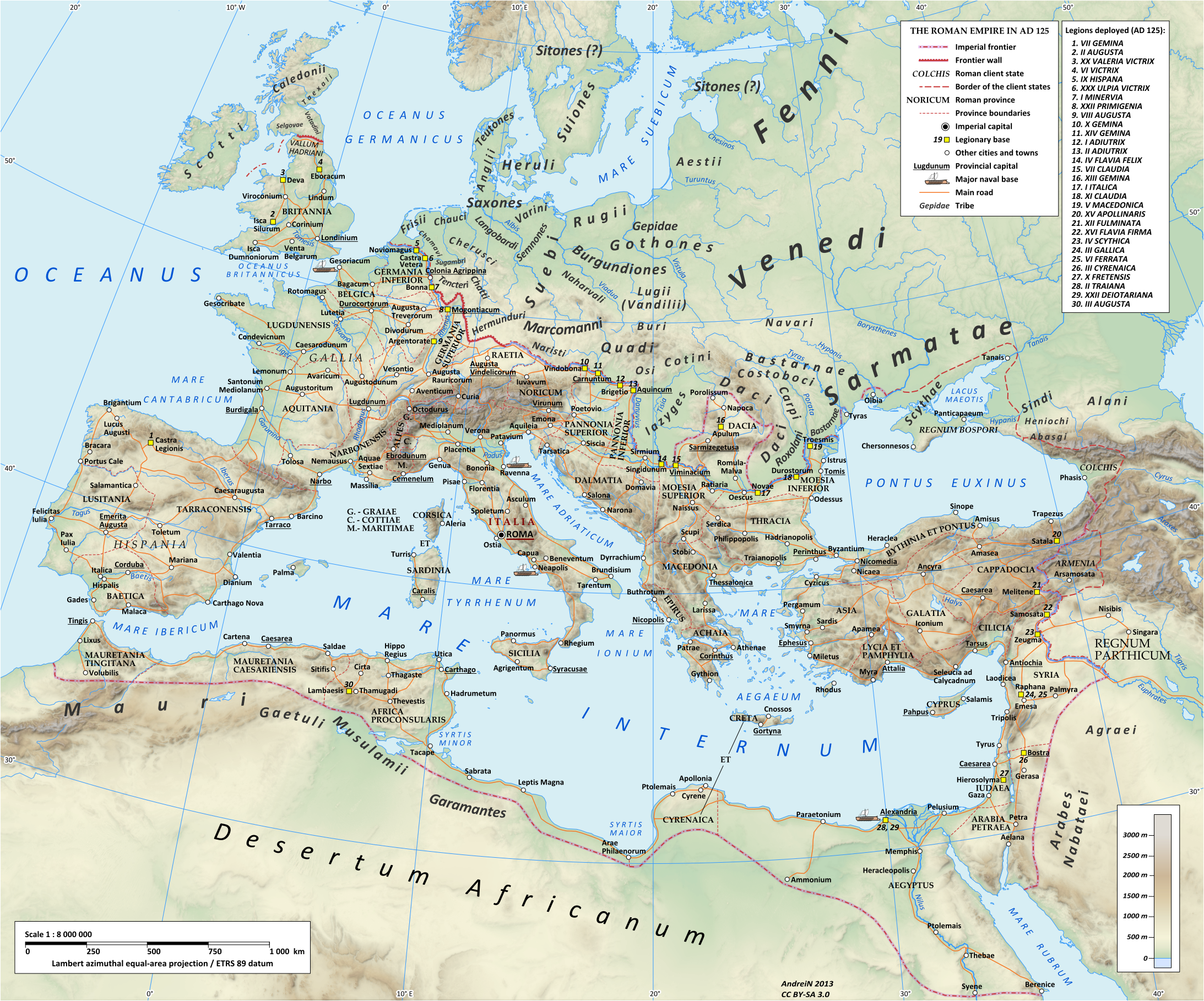
Карта Римської імперії в період свого розквіту за часів імператора Адріана із зображення розміщення легіонів, 125 р. н.е.

- 130 р.: імператор Адріан відвідує руїни Єрусалима та вирішує відновити місто, присвячене Юпітеру, під назвою Елія Капітоліна.
- 131 р.: у місто розміщено додатковий, VI Залізний, легіон для підтримання порядку під час урочистої церемонії заснування Елії Капітоліни, яку мав проводити римський губернатор. Адріан скасував обрізання (брит-мила), вважаючи його каліцтвом.[34]
- 132–135 рр.: повстання Бар-Кохби — очолене Симоном Бар-Кохбою повстання проти Римської імперії, яка контролювала місто протягом трьох років. Раббі Аківа проголосив Бар-Кохбу месією[en]. Адріан відправляє до Єрусалима Секста Юлія Севера, який жорстого придушує повстання та відновлює римську владу в місті.
- 136 р.: Адріан офіційно відновлює місто під назвою Елія Капітоліна і забороняє знаходитись у ньому євреям та християнам.
- бл. 136–140 рр.: на Храмовій горі збудовано храм Юпітера, а на Голгофі — храм Венери.
- 138 р.: обмеження щодо перебування християн в Єрусалимі послаблюються після смерті Андріана, коли новим імператором став Антонін Пій.
- 195 р.: святий Нарцис Єрусалимський очолює раду палестинських єпископів у Кесарії та постановлює, щоб святкування Великодня проводилося завжди у неділю, а не разом з єврейським Песахом.

## III століття
- 251 р.: єпископа Александра Єрусалимського[en] вбито під час переслідувань християн, організованих імператором Децієм.
- 259 р.: Єрусалимом заволодів правитель Пальмірського царства Оденат після того, як Шапур І взяв у полон імператора Валеріана внаслідок битви при Едесі.
- 272 р.: Єрусалим знову відходить до Римської імперії після перемоги Авреліана над Пальмірським царством у битві при Емесі[en] (Хомс).

## IV століття
- 303 р.: в Єрусалимі народився святий Прокопій Скитопольський.
- 312 р.: Макарій Єрусалимський стає останнім єпископом Елії Капітоліни.
- 313 р.: після оприлюднення Костянтином Великим Міланського едикту, який дозволяв сповідувати християнство на території Римської імперії, було засновано Братство Святого Гробу.

### Візантійськаепоха

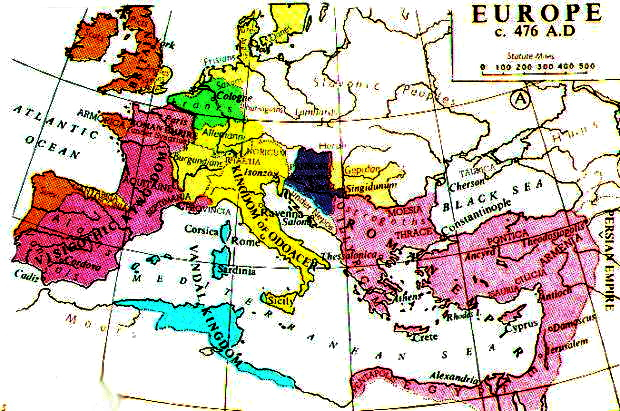
Європа після падіння Західної Римської імперії у 476 р.

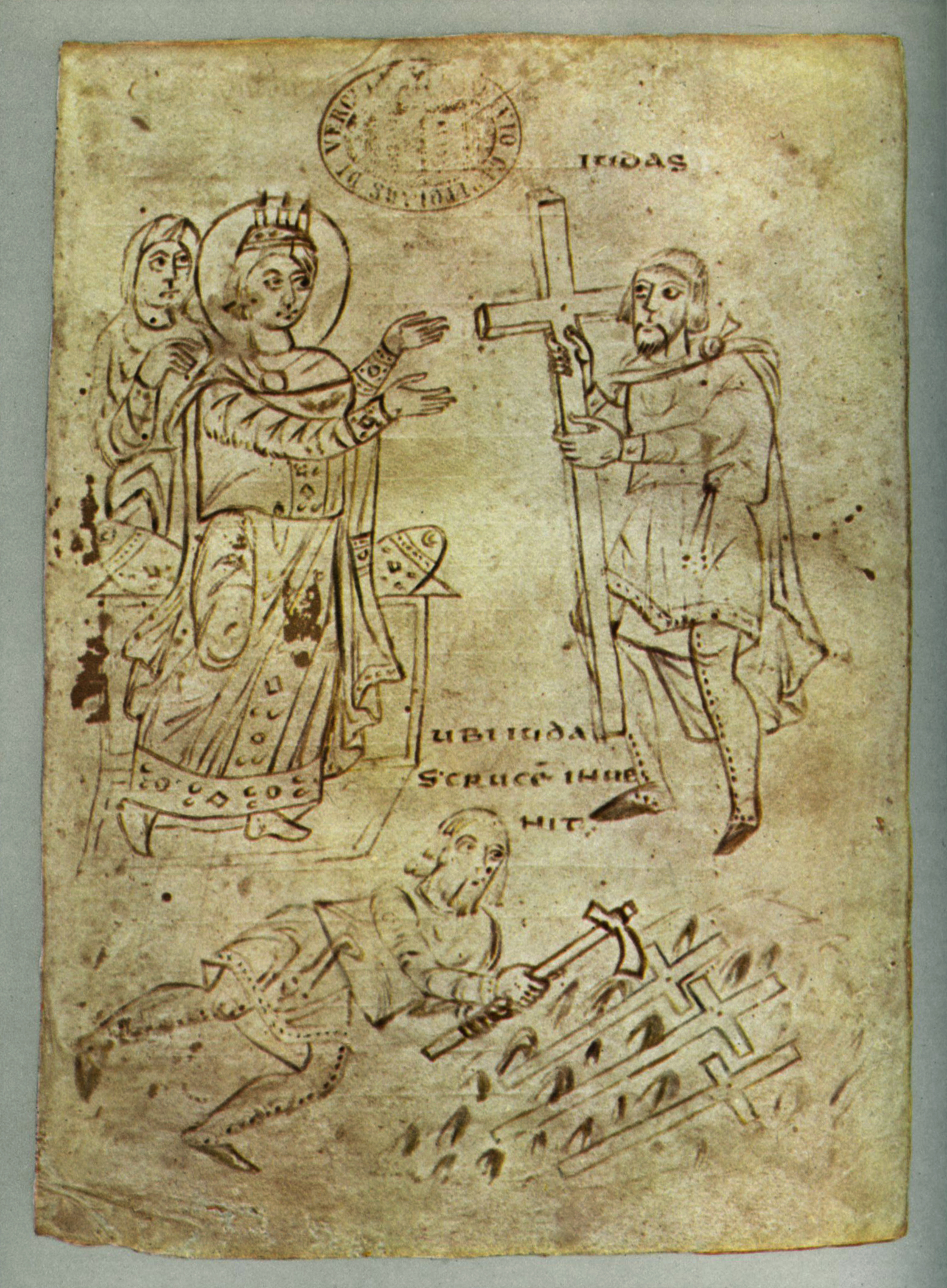
Свята Олена знаходить Істинний Хрест (італійський манускрипт бл. 825 р.)

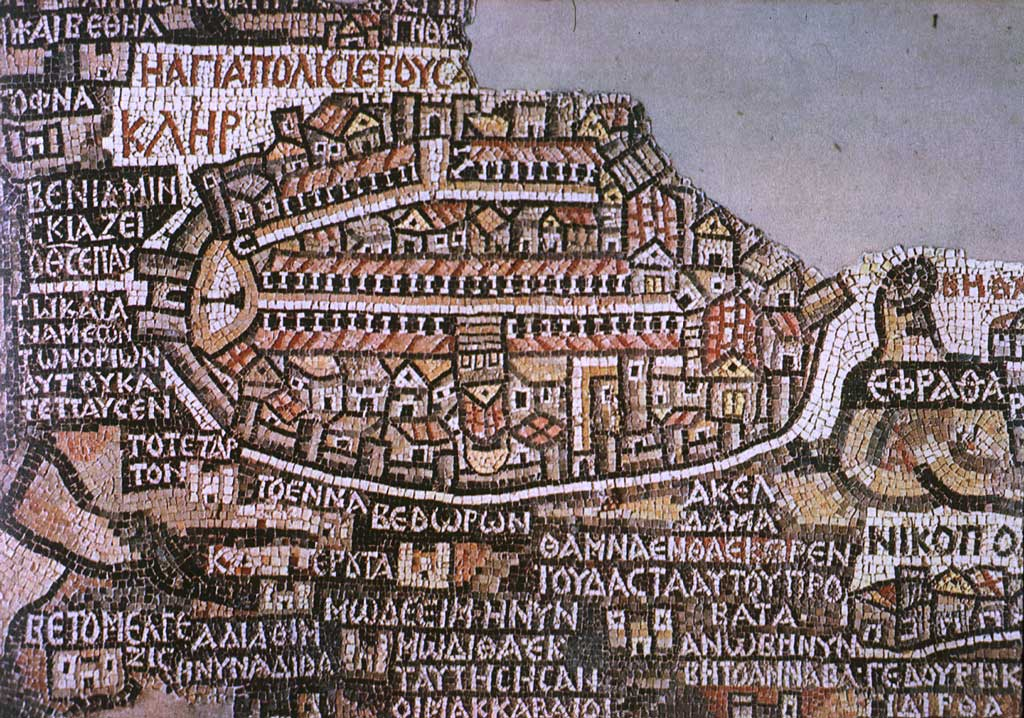
Мадабська карта, на якій зображено Єрусалим у VI ст.

- 324–25 р.: імператор Костянтин після перемоги у громадянських війнах Тетрархії (306–324) знову об'єднує імперію. Через кілька місяців Перший Нікейський собор (перший всесвітній християнський собор) затверджує статус Елії Капітоліни як патріархату.[35] Починається велика хвиля напливу християнських імігрантів до міста. Вважається, що саме з цього часу місто було перейменоване на Єрусалим.
- бл. 325 р.: заборона на перебування євреїв у місті все ще чинна, проте один раз на рік вони мають право відвідати місто, щоб помолитися біля Західного муру на дев'яте ава.
- 326 р.: матір Костянтина, Олена, відвідує Єрусалим та наказує зруйнувати збудований Адріаном храм Венери на Голгофі. Згідно з Макарієм Єрусалимським, у ході розкопок було знайдено Животворний Хрест, Ризу Господню[en] та Цвяхи Хреста Господнього[en].
- 333 р.: на Оливковій горі на місці Вознесіння Господнього споруджено Базиліку Елеони.
- 335 р.: на Голгофі збудовано перший Храм Гробу Господнього.
- 347 р.: святий Кирило Єрусалимський оприлюднює вказівки до основних тем християнської віри.
- 361 р.: неоплатоніст Флавій Клавдій Юліан стає імператором Риму і намагається послабити вплив християнства через заохочення інших релігій. Тому він доручив Аліпію Антіохійському[en] відбудувати Єрусалимський храм і відтак євреї могли повернутися до міста.[36]
- 363 р.: через Галілейський землетрус[en] та відновлення християнського панування внаслідок загибелі Юліана Відступника в битві при Самаррі[en] відбудову Єрусалимського храму так і не було завершено.
- 380 р.: Феодосій І проголошує нікейське християнство офіційною церквою Римської імперії. Згодом Рим втрачає свої західні провінції, у той час як Єрусалим лишається під юрисдикцією Східної (Візантійської) імперії.
- бл. 380 р.: Руфін Аквілейський та Меланія Старша[en] на Оливковій горі перший монастир Єрусалима.
- 386 р.: святий Єронім прибуває до Єрусалима, щоб почати роботу над Вульгатою, замовленою папою Дамасієм І, яка мала слугувати закріпленню біблійного канону на заході. Згодом Єронім переїхав до Вифлеєма.
- 394 р.: Йоанн ІІ, єпископ Єрусалимський, освячує церкву Святого Сіону, збудовану на місці Сіонської світлиці.

## V століття
- 403 р.: Євфимій Великий засновує Фаранську лавру східніше Єрусалима.
- 438 р.: імператриція Євдокія, дружина Феодосія ІІ, відвідує Єрусалим за сприяння Меланії Молодшої.
- 451 р.: Халкедонський собор затверджує статус Єрусалима як патріархату, одного з Пентархії. Ювеналій стає першим патріархом Єрусалимським.[37]
- 443–60 рр.: імператриця Євдокія переїжджає до Єрусалима, де помирає у 460 році, куди була вислана Феодосієм ІІ за розпусту.
- 483 р.: Сава Освячений заснував у Кедронській долині Велику Лавру, також відому як Мар-Саба.

## VI століття
- 540–50 рр.: імператор Юстиніан І проводить низку будівельних робіт, серед яких колись могутня Нова церква у Теотокосі[en] та розширення дороги на Кардо.[38]
- бл. 560 р.: папа Григорій І доручає аббату Пробусу з Равенни збудувати в Єрусалимі лікарню для латинських паломників до Святої Землі.

## VII століття
- 610 р.: Храмова гора стає головним місцем мусульманського саляту, відома як Перша Кібла, згідно з першими вказівками Магомета (ісламські джерела).
- 610 р.: єврейське повстання проти Іраклія починається в Антіохії та поширюється на інші міста разом з Єрусалимом.
- квітень 614: в ході ірансько-візантійської війни іранські війська під проводом Шахрвараз, за підмоги юдейських повстанців, взяли в облогу візантійський Єрусалим.
- травень 614: ірансько-юдейські війська здобули Єрусалим і вчинили у ньому різанину християн. Більшість церков знищено, християнські реліквії забрані як трофеї.
- 617 р.: єврейського губернатора Неємію бен Хушіеля вбив натовп християнських громадян через три роки після його вступу на посаду. Сасаніди придушили повстання та призначили замість Неємії губернатора-християнина.
- 620 р.: нічна подорож Магомета (Раджаб-байрам) до Єрусалима (ісламські джерела).
- 624 р.: замість Єрусалима напрямком мусульманських молитов стає Мекка через 18 місяців після Гіджри (переїзду Магомета до Медини).
- бл. 625 р.: згідно з Сахіхом аль-Бухарі, Магомет визначив мечеть Аль-Акса як одну з трьох священних мечетей ісламу.[39]
- 629 р.: візантійський імператор Іраклій повертає собі Єрусалим після вирішальної перемоги над Сасанідами у битві при Ніневії 627 року. Також він особисто повертає Істинний Хрест до міста.[40]

### Арабська доба
- листопад 636 — квітень 637: облога Єрусалима — арабський халіф Умар завойовує місто і укладає з патріархом Софронієм угоду, що гарантує свободу віросповідання для немусульман; також за часів ісламського правління, вперше з римської епохи, євреям знову дозволили жити та сповідувати свою релігію в Єрусалимі. Єрусалим стає частиною провінції Палестина[en] Арабського халіфату.
- 638 р.: Вірменська апостольська церква призначає власного єпископа в Єрусалимі.
- 661 р.: Муавія І стає халіфом ісламського світу в Єрусалимі після вбивства Алі ібн Абу Таліба в Куфі; кінець Першої фітни і початок епохи держави Омеядів.
- 677 р.: згідно з тлумаченнями маронітського історика Феофіла Едеського[en], мардаїти[en] (можливі предки сучасних маронітів) захоплюють частину землі від імені візантійського імператора, який тоді відбивав напад Омаядів під час облоги Константинополя (674–678). Втім, це також вважається неправильним перекладом поняття «Священне місто».[41][42]
- 687–691 рр.: під час Другої фітни халіф Абд аль-Малік збудував Купол Скелі —перший у світі шедевр ісламської архітектури.[3]
- 692 р.: православний Трулльський собор формально проголошує Єрусалим одним з міст Пентархії (заперечується римо-католицькою церквою).

## VIII століття
- 705 р.: омеядський халіф Аль-Валід І будує мечеть Аль-Акса.
- 730–749 рр.: Іоанн Дамаскін, колишній головний візир халіфа Хішама ібн Абдул-Маліка оселяється у монастирі Мар-Саба у передмісті Єрусалима та стає головним противником Першого іконоклазму[en] через свої теологічні твори.
- 744–750 рр.: повстання у Єрусалимі та інших великих сирійських містах під час правління Марвана ІІ. Омеядська армія зазнає поразки у битві на річці Великий Заб[en] 750 року від Аббасидів, які заволодівають усією імперією включно з Єрусалимом. Марван ІІ втікає через Єрусалим, але його вбивають у Єгипті.
- 793–796 рр.: війна війна Кайс-Яман[en].
- 797 р.: перше посольство від Карла Великого до каліфа Гаруна ар-Рашида, здійснене як частина планованого Аббасидсько-Каролінгського альянсу[en].[43] За джерелами, Гарун аль-Рашид запропонував Карлу опікуватися святими місцями в Єрусалимі. Храм Гробу Господнього було відновлено, Латинський госпіталь розширено та віддано для ордену бенедиктинців.[44]
- 799 р.: Карл Великий відправляє інше посольство до патріарха Єрусалимського Георгія.[45]

## IX століття
- 801: суфійська свята Рабія аль-Адавія помирає в Єрусалимі.
- 808: землетрус, пошкоджено Купол Скелі.
- 813: халіф Абдуллах аль-Мамун відвідує Єрусалим та проводить масштабну реставрацію Куполу Скелі.
- 846: землетрус, пошкоджено Купол Скелі.
- 878 Ахмед ібн-Тулун, правитель Єгипту та засновник династії Тулунідів, завойовує Єрусалим і більшу частину Сирії через чотири роки після проголошення незалежності Єгипту від Аббасидського суду в Багдаді.
- 881: патріарх Ілля ІІІ Єрусалимський веде листування з європейськими правителями з приводу фінансової підтримку, серед яких були імператор Священної Римської імперії і король Західного Франкського королівства Карл Товстий та англосаксонський король Альфред Великий.

## X століття
- 904 р.: Аббасиди відновлюють свою владу в Єрусалимі після вторгнення до Сирії, у той час як армія тулунідського еміра Гаруна ібн-Хумаравейха відходить до Єгипту, де Тулуніди наступного року здобули перемогу.
- 939/944 рр.: Мухаммад ібн Тугдж, правитель аббасидського Єгипту та Палестини, отримує титул аль-Іхшида від аббасидського халіфа Ахмада ар-Раді та у 944 р. стає спадковим правителем своїх земель.
- 946 р.: помирає Мухаммад ібн Тугдж. Фактичним правителем його земель стає Абу аль-Міск Кафур.
- 951–978 рр.: Аль-Істахрі у своїй книзі «Традиції країн» та Ібн-Хаукаль в «Обличчі землі» пишуть про провінцію Палестину: «її столицею та найбільшим містом є Рамла, проте Священне місто Єрусалим є другим за величиною після нього», а про Єрусалим, що «це місто, розташоване на високих пагорбах так, що з усіх сторін до нього треба підійматися. В усьому Єрусалимі нема річок, окрім джерел, воду з яких використовують для орошення полів, і наразі це одна з найродючіших місцевостей Палестини.»[46]
- 966 р.: Шамсуддін аль-Мухаддасі[en] від'жджає з Єрусалима, щоб почати своє 20-річне географічне дослідження, під час якого докладно пише про Єрусалим у своїй книзі «Опис Сирії, а також Палестини».[46]
- 968 р.: Абу аль-Міск Кафур помирає, також похований в Єрусалимі. Уряд Іхшидів розділюється, а Фатіміди готуються до вторгнення в Єгипет та Палестину.

### Період Фатимідського халіфату

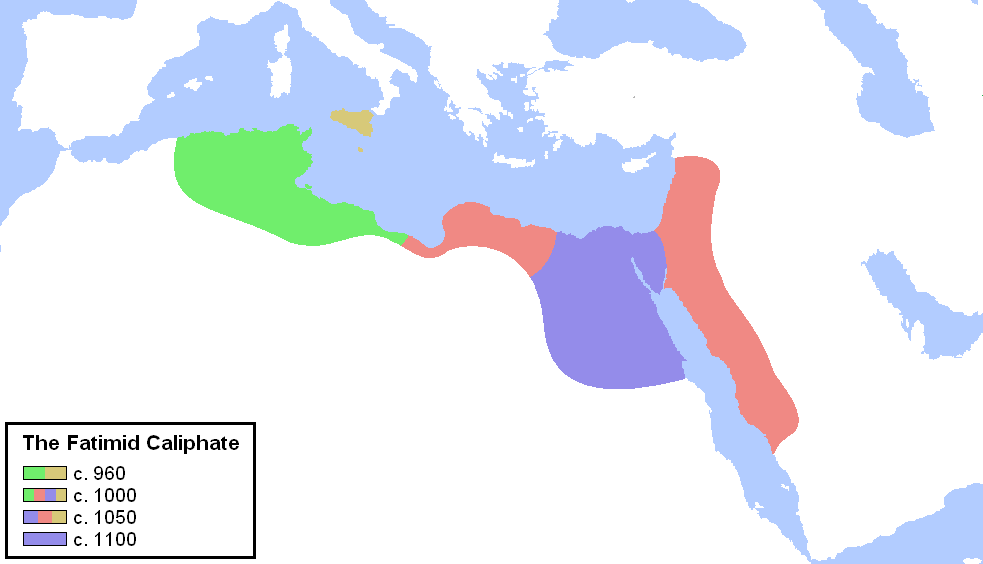
Фатімідський халіфат та його максимальні розміри

- 969 р.: армія ісмаїлітів-шиїтів Фатімідів під командування генерала Джаухара аль-Сікілі[en] завойовує іхшидські володіння імперії Аббасидів разом з Єрусалимом; укладено угоду, яка гарантувала місцевим суннітам свободу віросповідання.
- 975 р.: візантійський імператор Іоанн І Цимісхій в рамках другої сирійської кампанії захоплює Емесу, Баальбек, Дамаск, Тверію, Назарет, Кесарію, Сідон, Бейрут, Бібл та Триполі, але зазнає поразки по дорозі до Єрусалима. Імператор раптово помирає у 976 році після повернення з походу.

## XI століття
- 1009 р.: халіф Фатімідів Аль-Хакім наказує зруйнувати церкви та синагоги по всій імперії включно із Храмом Гробу Господнього.
- 1015: землетрус, вщент зруйновано Купол Скелі
- 1022—1023: халіф Алі аз-Захір проводить масштабну реконструкцію Куполу Скелі.
- 1023–1041 рр.: Ануштакін аль-Дізбарі[en] стає правителем Палестини і Сирії та придушує повстання бедуїнів 1024–1029 рр. П'ятнадцять років потому, у 1057 році, його тіло було урочисто доправлено в Єрусалим для перепоховання халіфом Мустансиром.[47]
- 1030 р.: халіф Алі аз-Захір дозволяє відбудову Храму Гробу Господнього та інших християнських церков внаслідок угоди з візантійським імператором Романом ІІІ Аргиром.
- 1042 р.: візантійський імператор Костянтин ІХ Мономах платить за відновлення Храму Гробу Господнього, дозволеного халіфом Мустансиром. Мустансир також дозволяє відбудову низки інших християнських будівель включно з хоспісом, церквою та монастирем  в Муристані, які були споруджені групою амальфітанських купців близько 1050 року.
- 1054 р.: Велика схизма — Патріарх Єрусалимський приєднався до Православної церкви під юрисдикцією Константинополя.

### Сельджуцьке панування
- 1073 р.: Єрусалим захопили турки-сельджуки під проводом еміра Атсиза в ході турецько-арабської війни. Місто пограбоване і частково зруйноване.
- 1077 р.: Єрусалим знову повстає проти правління еміра Атсиза ібн-Увака, поки останній воював з Фатімідами в Єгипті. Після повернення до міста Атсиз відвойовує місто та влаштовує бійню серед місцевого населення.[48] Врешті-решт Атсиза страчує Тутуш І, правитель Сирії за часів правління свого брата, султана Малік-Шаха. Тутуш І призначає губернатором Артука бін-Ексеба, який пізніше став засновником династії Артукідів.
- 1091–1095 рр.: Артук бін-Ексеб помирає у 1091 році; губернаторами після нього стають його сини Ільгазі[en] та Сокмен. Малік-шах помирає у 1092 році, і Сельджуцька імперія розпадається на менші воюючі між собою держави. Владу над Єрусалимом оспорюють сини померлого у 1095 році Тутуша І: Дукак і Радван. Тривале суперництво виснажує Сирію.
- 1095–1096 рр.: Аль-Газалі проживає в Єрусалимі.
- 1095 р.: на Клермонському соборі Папа Урбан ІІ закликає до Першого хрестового походу.
- 1098 р.: регент Фатімідів Аль-Афдаль Шаханшах[en] знову відвойовує Єрусалим у синів Артука бін Ексеба — Ільгазі та Сокмена.

### Перше Єрусалимське королівство (1099–1187 рр.)
- 1099: облога Єрусалима — перші хрестоносці захоплюють Єрусалим та знищують велику частину мусульманського та єврейського населення міста. Купол Скелі перетворено на християнську церкву. Готфрід Бульйонський стає Захисником Гробу Господнього.[49]

## XII століття
- 1100 р.: Дагоберт Пізанський стає Латинським патріархом Єрусалима. Готфрід Бульйонський обіцяє передати владу над Єрусалимом папському престолу, коли хрестоносці захоплять Єгипет. Оскільги Готфрід невдовзі після того помер, напад на Єгипет так і не було здійснено. Після політичної поразки Дагоберта першим королем Єрусалима стає Балдуїн І.
- 1104 р.: мечеть Аль-Акса перетворено на королівський палац для єрусалимських монархів.
- 1112 р.: Арнульф Шокський вдруге стає Латинським патріархом Єрусалима та забороняє некатолицькы служби у Храмі Гробу Господнього.
- 1113 р.: створення ордену госпітальєрів Жераром Томом у християнському хоспісі в Муристані затверджено буллою від Папи Пасхалія ІІ.
- 1119 р.: Гуго де Пейн та Годфрі Сен-Омерський[en] засновують в мечеті Аль-Акса орден тамплієрів.
- 1123 р.: між Єрусалимським королівством та Венеційською республікою укладено союзну угоду, відому як Pactum Warmundi.
- 1131 р.: королевою Єрусалима стає Мелісенда, яка пізніше була регентом замість свого сина у період між 1153 та 1161 рр, коли останній був у походах. Вона була старшою донькою короля Єрусалима Балдуїна ІІ та вірменської принцеси Морфії Мелітенської.
- 1137 р.: Імад ад-Дін Зенгі здобуває перемогу над королем Фулько внаслідок битви при Баарині[en]. Фулько був ув'язнений у Бааринському замку, але Зенгі випустив його після сплати викупу.
- 1138 р.: Арда Вірменська[en], вдова Балдуїна І, будує в Єрусалимі базиліку Святої Анни.
- 1149 р.: споруджено новий Храм Гробу Господнього.
- 1141–1173 рр.: Єрусалим відвідують Єгуда Галеві[en] (1141), Маймонід (1165) і Веніамін Тудельський (1173).
- 1160 р.: згідно з Веніаміном Тудельським, месіанський проповідник Давид Алрой закликав своїх послідовників в Багдаді приєднатися до нього у його місії до Єрусалима.
- 1170–1184 рр.: Вільгельм Тірський пише свій magnum opus — «Історію діянь в заморських землях» (лат. Historia Hierosolymitana).

### ЕпохаАйюбідівта Друге королівство хрестоносців
Поразка хрестоносців у битві на Рогах Хаттіна поклала кінець першому королівству хрестоносців (1099–1187). За часів другого королівства (1192–1291) хрестоносці могли володіти в Єрусалимі лише опорним пунктом в обмежених масштабах, — двічі за умовами угод (права доступу в 1192 році згідно з Яффським миром в 1192 році, і часткове володіння у 1229–1239 згідно з Яффським миром 1229 року) і знову, востаннє, у 1241–1244 рр.

Єрусалим за правління династії Айюбідів після смерті Саладіна, 1193 рік

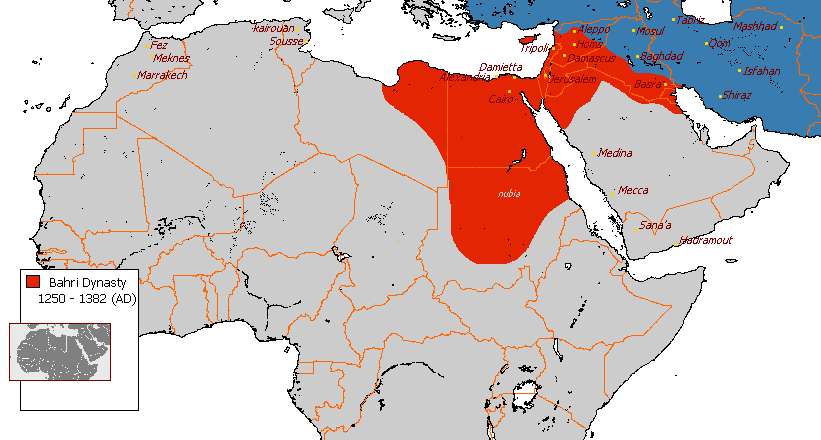
Султанат Бахрітів (1250–1382 рр.)

- 1187 р.: облога Єрусалима — Салах ад-Дін завойовує Єрусалим у хрестоносців після битви на Рогах Хаттіна та дозволяє оселятися у ньому євреям та православним християнам. Купол Скелі знову перетворено на ісламську святиню.
- 1192 р.: хрестоносцям Третього хрестового походу на чолі з Річардом Левове Серце не вдалося повернути Єрусалим; проте укладено Яффську угоду, у якій Салах ад-Дін дозволив західнохристиянським паломникам вільно сповідувати свою віру та поклонятися в Єрусалимі.
- 1193 р.: поза Храмом Гробу Господнього за часів Салах ад-Діна споруджено мечеть Омара на честь рішення халіфа Умара Великого молитися поза церквою, щоб не загрожувати її статусу християнської святині.
- 1193 р.: у місті створено марокканський квартал.

## XIII століття
- 1206 р.: Ібн Арабі здійснює паломництво до Єрусалима.
- 1212 р.: 300 рабинів з Англії та Франції оселяються в Єрусалимі.
- 1219 р.: хоча за часів Третього хрестового походу міські мури були відновлені, Аль-Муаззам[en], айюбідський емір Дамаска, руйнує їх, щоб запобігти нападу хрестоносців на укріплене місто.
- 1219 р.: Жак де Вітрі пише свій magnum opus — «Історію Єрусалима» (лат. Historia Hierosolymitana).
- 1229–1244 рр.: у цей період Єрусалим мирно повертається під владу християн за умовами Яффської угоди 1229 року між імператором Священної Римської імперії Фрідріхом ІІ та айюбідським султаном Єгипту Аль-Камілем, якою закінчився Шостий хрестовий похід[51][52][53][54][55]. Згідно угоди Айюбіди застерегли за собою контроль над священними ісламськими місцями Єрусалима, такими як мечеті Купол Скелі та Аль-Акса, також арабські джерела стверджують, що Фрідріху було заборонено відновлювати єрусалимські укріплення.
- 1239 р.: Ан-Насір Дауд[en], айюбідський емір Кераку, швидко захоплює місто та руйнує міські укріплення перед відходом до Кераку.
- 1240–1244 рр.: Ан-Насір Дауд бореться проти двоюрідного брата Ас-Саліха Аюба, який був союзником хрестоносців, за право володіння регіоном.
- 1244 р.: Облога Єрусалима — Ас-Саліх Аюб закликає в Єгипет велику армію хорезмійський найманців, які залишились без власної держави після перемоги монголів над шахами Хорезму за десять років до того[56]. На шляху до Єгипту Ас-Саліх Айюб дозволив їм напасти на християнський Єрусалим і пограбувати його, проте не зміг втримати контроль на хорезмцями, які врешті-решт зруйнували місто. Кілька місяців потому дві сторони знову зустрілися у вирішальній битві при Форбії, яка ознаменувала собою кінець хрестоноського правління у цьому регіоні.
- 1246 р.: Аюбіди повертають собі контроль над містом після поразки хорезмців на озері Хомс від еміра Аль-Мансура Ібрагіма[en].
- 1248–1250 рр.: Сьомий хрестовий похід, початий у відповідь на зруйнування Єрусалима 1244 року, зазнає невдачі після поразки Людовика ІХ від айюбідського султана Туран-шаха в битві при Фарискурі[en] 1250 року. Після вбивства Туран-шаха мамлюцькими солдатами за місяць після битви, в Єгипті створено Мамелюцький султанат; мачуха Туран-шаха, Шаджар ад-Дурр, стає султаншою Єгипту, атабеком став мамелюк Айбек. Айюбіди повертаються до Дамаска, де ще десять років продовжують правити залишками своєї імперії включно з Єрусалимом.

### ЕпохаБахрітівтаБурджитів
- 1260 р.: армія Монгольської імперії вперше досягає Палестини:
  - Єрусалим захоплено під час Близькосхідного походу монголів несторіанським генералом Кітбукою. Хан Хулагу відправляє звістку Людовіку ІХ про те, що Єрусалим повернено християнам згідно з Франко-монгольськими союзами[en].
  - Хулагу повертається до Монголії після смерті Мунке та залишає Кітбуку разом з армією для участі у битві при Айн-Джалуті на північ від Єрусалима. Ця битва є однією з найвизначніших битв в історії після поразки монголів від єгипетських Мамлюків на чолі з Кутузом та Бейбарсом.[57]
- 1267 р.: Моше бен Нахман прибуває до Єрусалима та молиться біля Західного муру (Стіни плачу). За тогочасними джерелами, у місті проживали всього дві єврейські родини.

## XIV століття
- 1300 р.: подальші походи монголів на Палестину на чолі з Газан-ханом та Молаєм[en]. Монголи утримують Єрусалим протягом чотирьох місяців (див. Дев'ятий хрестовий похід). Вірменський король Хетум ІІ був союзником монголів і, згідно джерел, відвідав Єрусалим, де пожертвував свій скіпетр Вірменському собору.
- 1307 р.: Марино Сануто Старший[en] пише свій magnum opus — «Історію Єрусалима» (лат. Historia Hierosolymitana).
- 1318–1320 рр.: губернатор провінції Санджар аль-Джавлі[en] відновлює місто та споруджує медресе Джавлія.
- 1328 р.: Танкіз[en], губернатор Дамаска, проводить в Єрусалимі численні реконструкції,у тому числі мечеті Аль-Акса; споруджує медресе Танкізія.
- 1340 р.: Єрусалимський вірменський патріархат споруджує стіну навколо Вірменського кварталу.
- 1347 р.: Чорна смерть уражає Єрусалим та більшу частину колишньої території Мамлюцького султанату.
- 1377 р.: Єрусалим та інші міста мамлюцької Сирії повстають після смерті Шабана ІІ. Повстання було придушено, і у 1382 році Баркук здійснив в Каїрі державний переворот, тим самим заснувавши мамлюцьку династію Бурджитів.
- 1392–1393 рр.: Генріх IV здійснює паломництво до Єрусалима.

## XV століття
- 1482 р.: домініканський священик Фелікс Фабер[en] описав Єрусалим як «суміш усієї можливої мерзоти». Під «мерзотою» він мав на увазі сарацинів, греків, сирійців, якобітів, абісинців, несторіанців, вірмен, грегоріанців, маронітів, туркоманів, бедуїнів, асасинів, ймовірно, друзів, мамлюків та «найпроклятіших з них» євреїв. Лише латинські християни «всім серцем чекають на християнських князів, які прийдуть сюди та передадуть усю країну під владу Римської церкви».
- 1496 р.: Муджир аль-Дін[en] пише «Славетну історію Єрусалима та Хеврона».

## XVI століття

### Рання Османська епоха

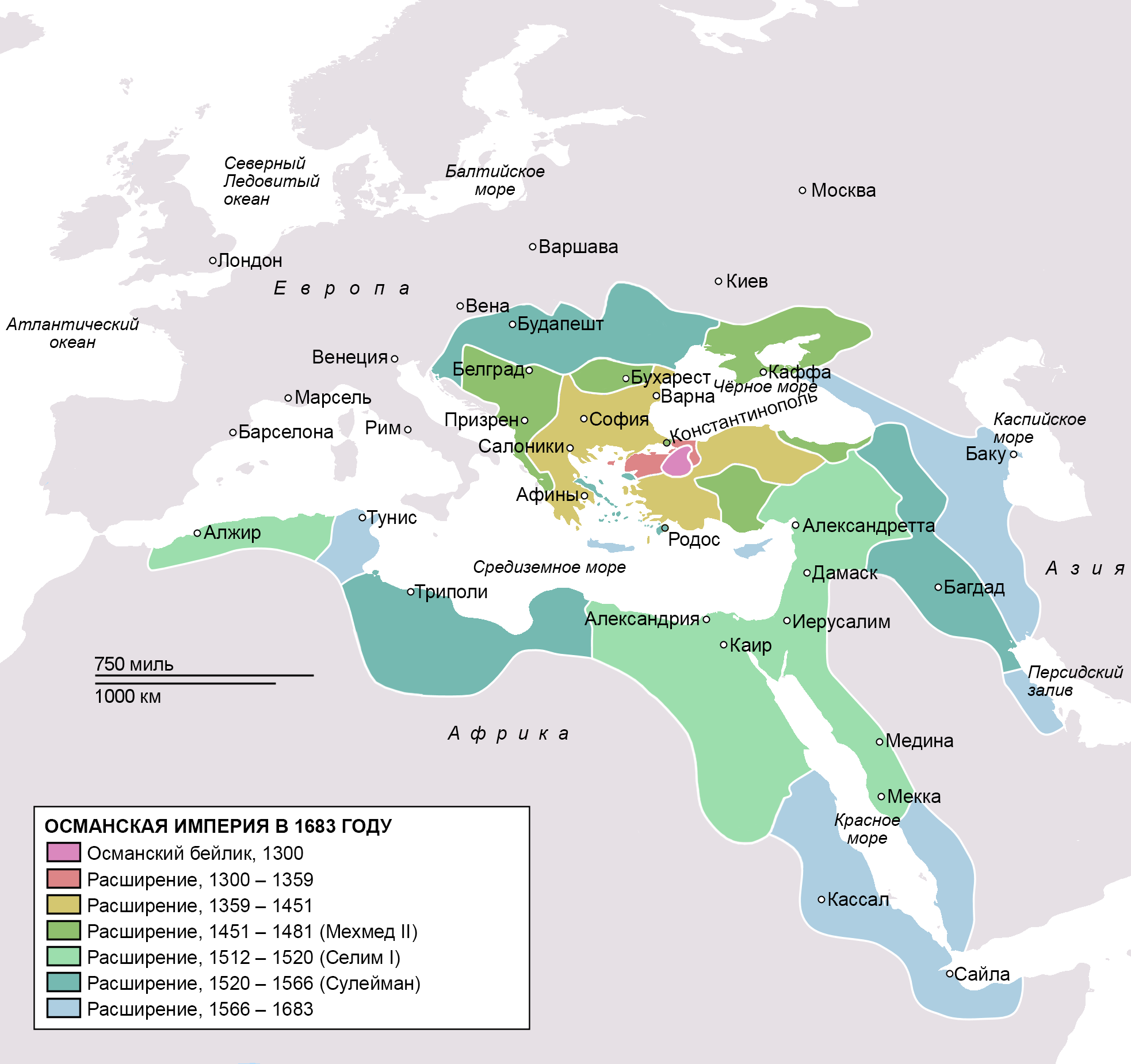
Карта Османської імперії у 1683 році з зображенням Єрусалима

- 1516 р.: Османська імперія змінює мамлюків у Палестині після перемоги султана Селіма І над останнім мамлюцьким султаном Кансухом аль-Гаурі у битві на рівнині Мардж-Дабік (Алеппо) та битві при Бейсані (Газа).
- 1517 р.: султан Селім І здійснює паломництво в Єрусалим на шляху до остаточної перемоги над мамлюками в битві при Райданіє (Каїр), після якої проголошує себе халіфом ісламського світу.
- 1518 р.: клан Абу-Ґош направлено до Єрусалима, щоб відновити порядок у місті та забезпечити охорону паломницького шляху між Яффою та Єрусалимом.
- 1535–1538 рр.: Сулейман І Пишний відбудовує мури навколо Єрусалима.[58]
- 1541 р.: Золоті ворота було замуровано.
- 1546 р.: 14 січня у Палестині стався масштабний землетрус, епіцентр якого знаходився у ріці Йордан між Мертвим морем та озером Кінерет. Руйнувань зазнали такі міста, як Єрусалим, Хеврон, Наблус, Газа та Дамаск.[59]
- 1555 р.: отець Боніфацій з Рагузької республіки, францисканський кустод Святої Землі, відновлює гробницю Христа (едикулу) у Храмі Гробу Господнього; гробницю було відкрито вперше після того, як у 326 році її відвідала свята Олена. Це було проведено з дозволу Папи Юлія ІІІ і султана Сулеймана Пишного та за сприяння короля Іспанії Філіпа ІІ, який отримав титул короля Єрусалима.[60]

## XVII століття
- 1604 р.: у межах капітуляцій Османської імперії узгоджено перший Протекторат місій[en], в якому султан Ахмед І дозволив підданим короля Генріха IV вільно відвідувати священні міста Єрусалима. Почалися французькі паломництва до Єрусалима та інших великих міст Османської імперії.
- 1624 р.: після битви при Анджарі[en] османський уряд призначає друзького феодала Фахр-ад-Діна[en] «еміром Арабістану», який мав правити регіоном від Алеппо до Єрусалима. Того ж року він відвідав свої нові провінції.[61]
- 1663–1665 рр.: Саббатай Цеві, засновник сабатейства[en], проповідує в Єрусалимі перед поверненням до рідного міста Смірни, де згодом проголошує себе месією.
- 1672 р.: відбувся Єрусалимський собор.

## XVIII століття
- 1700 р.: Єгуда Хасид[en] та 1000 його послідовників оселяються в Єрусалимі.
- 1703–1705 рр.: повстання Накіб-аль-Ашрафа[en], організоване мешканцями міста через завеликі податки. Через два роки його остаточно придушив Джурджі Мухаммед Паша.[62]
- 1705 р.: введено нові обмеження для євреїв.
- 1744 р.: в англійській книзі «Нова історія сучасної держави усіх народів» (англ. Modern history or the present state of all nations) зазначено, що «Єрусалим все ще є столицею Палестини».[63]
- 1757 р.: видано османський фірман, що стосувався Храму Гробу Господнього.
- 1771–1772 рр.: мамлюцький правитель-ренегат Алі Бей аль-Кабір тимчасово захоплює Єрусалим зі своєю 30-тисячною армією разом з Захіром аль-Умаром та військами Російської імперії, що також спровокувала грецьке повстання як частину Російсько-турецької війни 1768–1774 років.
- 1774 р.: Катерина ІІ та султан Абдул-Гамід І уклали Кючук-Кайнарджійський мирний договір, який надавав Росії право захисту всіх християн в Османській імперії (таке саме право раніше було надано Франції (1535) та Англії).
- 1798 р.: патріарх Анфім стверджував, що Османська імперія була частиною Божого провидіння для захисту православної церкви від впливу католицизму та західного секуляризму.
- 1799 р.: Наполеон мав намір заволодіти Єрусалимом під час Єгипетської кампанії, але зазнав поразки після облоги Акри[en].

## ХІХ століття

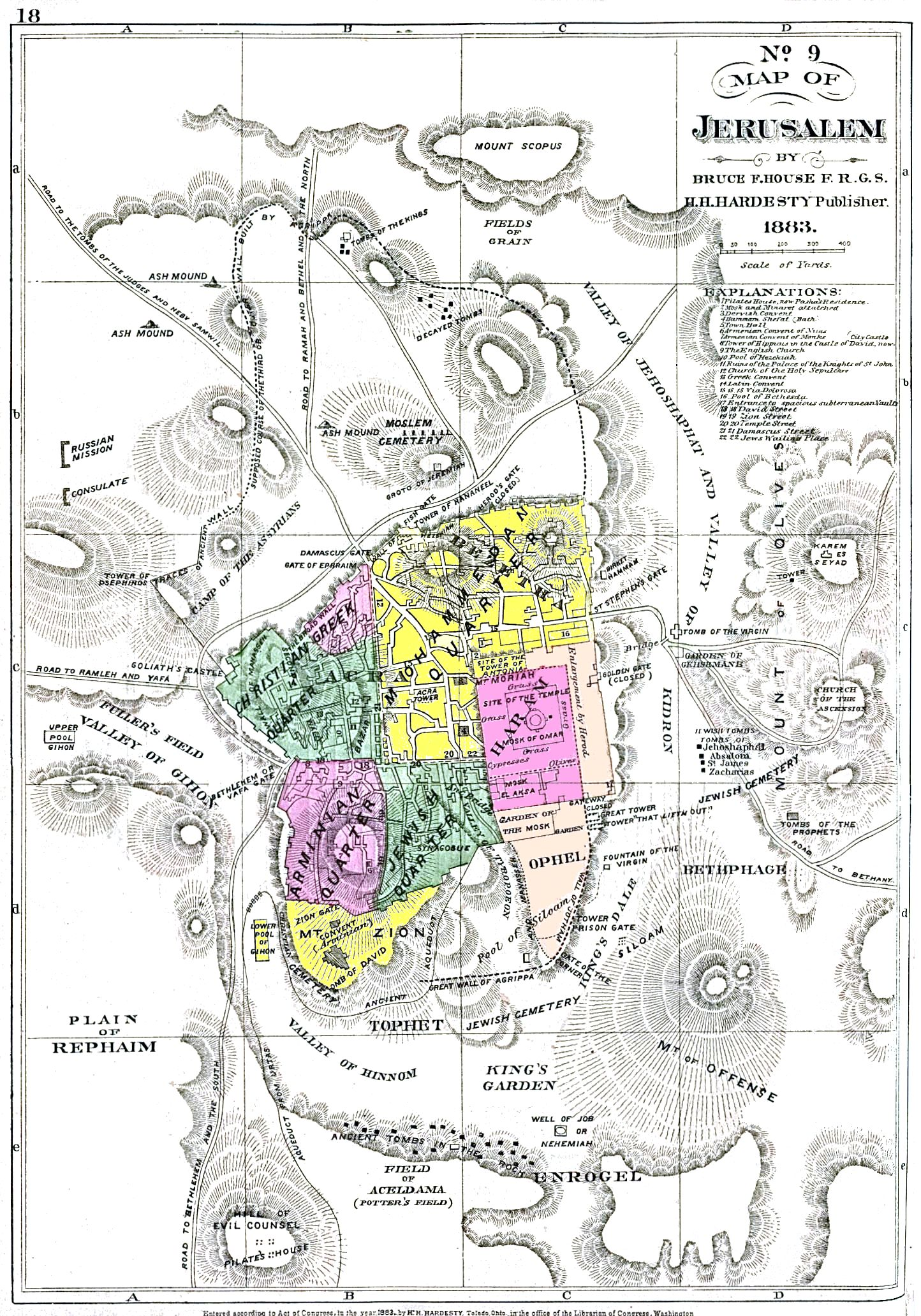
Карта Єрусалима 1883 року

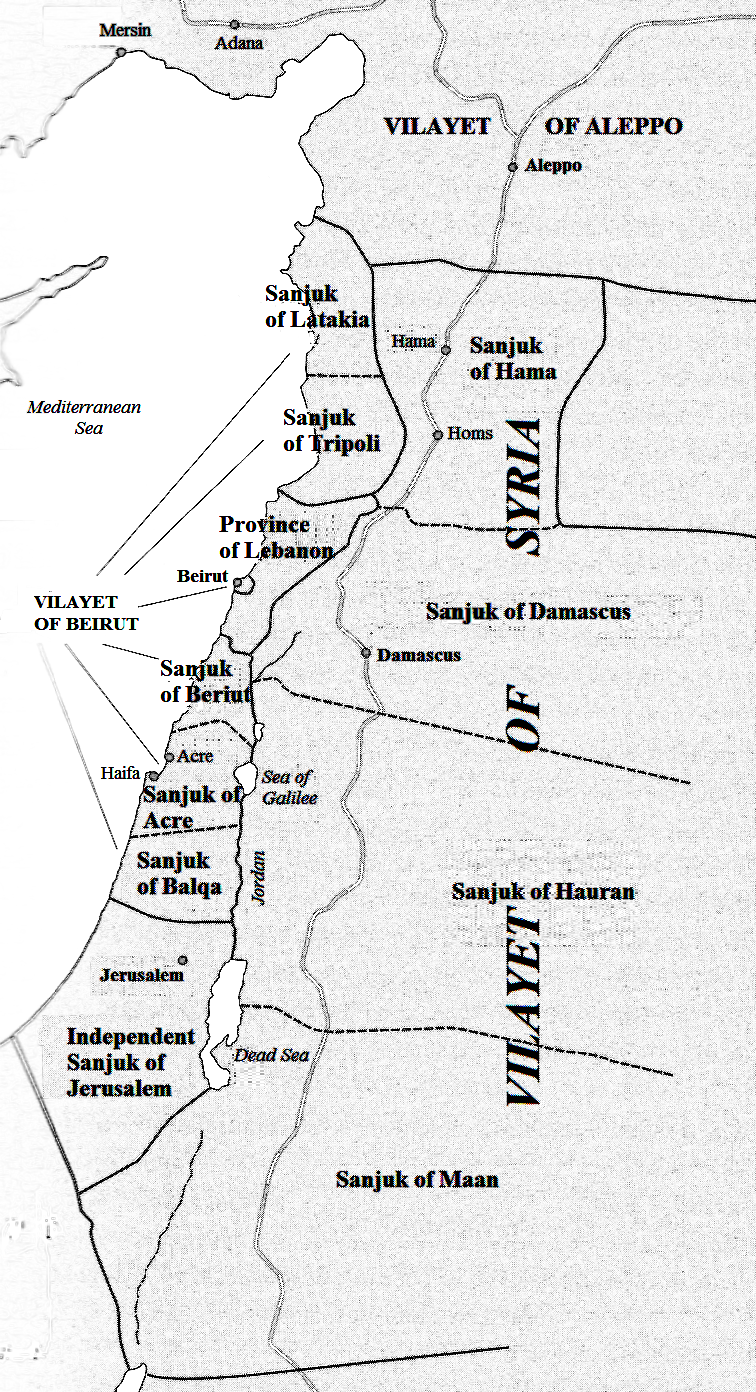
«Незалежний» вілаєт Єрусалима та адміністративний поділ Леванту після реорганізації у 1887–1888 рр.

- 1821 р.: Грецька революція починається після проголошення Германом, митрополитом міста Патри, національного повстання проти Османської імперії у монастирі Агія-Лавра. Християнське населення Єрусалима, яке складало приблизно 20% населення міста[64] (більшість якого, втім, становили православні християни), османський уряд змусив скласти зброю, носити чорне та допомагати добудовувати міські укріплення.
- 1825–1826 рр.: повстанці проти податкової системи захоплює цитадель та виганяє міський гарнізон. Повстання придушив Абдулла-паша[en].
- 1827 р.: перший приїзд Мозеса Монтефіоре до Єрусалима.
- 1831 р.: валі Мухаммед Алі Єгипетський завойовує Єрусалим після відмови султана Махмуда ІІ надати йому владу над Сирією як подяку за допомогу під час придушення Грецької революції. Це вторгнення призвело до Першої османсько-єгипетської війни.
- 1833 р.: вірмени засновують у місті першу друкарню.
- 1834 р.: Єрусалим повстає проти військового призову за часів правління Мухаммеда Алі Єгипетського протягом арабського повстання в Палестині 1834 року[en].
- 1838–1857 рр.: у місті відкрито перші європейські консульства (зокрема, британське у 1838 році).
- 1839–1840 рр.: раббі Єгуда Алкалай видає книги «Приємні шляхи» та «Мир Єрусалима», закликаючи європейських євреїв повернутися до Єрусалима та Палестини.
- 1840 р.: Ібрагім-паша видає фірман, який забороняє євреям прокласти шлях перед Західним муром. Також він забороняв їм «піднімати голос та показувати тут свої книжки».
- 1840 р.: османи повертають собі місто за допомогою британців (Лорд Пальмерстон).
- 1841 р.: британський і прусський уряди разом з Англіканською церквою та Прусською унією засновують спільне Протестантське Єпископство в Єрусалимі; першим Протестантським єпископом Єрусалима стає Майкл Соломон Александер[en].
- 1847 р.: Джузеппе Валерґа проголошений першим Латинським патріархом Єрусалима з часів хрестових походів.
- 1852 р.: султан Абдул-Меджид І видав фірман, який визначав права та відповідальність кожної громади у Храмі Гробу Господнього; протоколи цього фірману зберігають свою чинність і до сьогодні.
- 1853–1854 рр.: під військовим та фінансовим тиском Наполеона ІІІ Абдул-Меджид І прийняв угоду, згідно з якою визнав Францію і Римо-католицьку церкву вищою владою на Святій землі, яка мала контроль над Храмом Гробу Господнього. Це рішення суперечило умовам угоди, укладеної 1744 року з Росією та призвело до Кримської війни.
- 1854 р.: Альберт Кон[en] на прохання Центральної консисторії ізраїльтян Франції[fr] здійснює перший візит до Єрусалима.
- 1857–1890 рр.: у Єврейському кварталі компанією Батей-Масе (англ. Batei Mahse Company) — організацією нідерландських та німецьких євреїв — збудовано двоповерхові будівлі Батей-Масе[en].[65]
- 1860 р.: за межами Старого міста у місцевості, згодом відомій як Ємін Моше, Мозесом Монтефіоре та Єгудою Туро[en] у межах процесу «покидання стін» (івр. היציאה מן החומות) збудовано перший єврейський район —  Мішкенот Ша'ананім.[66][67]
- 1862 р.: Мозес Гесс публікує книгу «Рим та Єрусалим[en]» (нім. Rom und Jerusalem, die Letzte Nationalitätsfrage), у якій говорить про батьківщину євреїв у Палестині з центром в Єрусалимі).
- 1862 р.: найстарший син королеви Вікторії, принц Альберт Едвард (пізніше Едуард VII), відвідує Єрусалим.[68]
- 1868 р.: Магане-Ісраель[en], збудований північноафриканськими євреями[en] зі Старого міста, стає другим єврейським районом. розташованим за міськими мурами.
- 1869 р.: Нагалат Шив'а, збудований спільними зусиллями, стає третім єврейським районом за мурами Єрусалима.
- 1872 р.: Бейт-Давид[en], збудований як притулок для бідних, стає четвертим єврейським районом за міськими мурами.
- 1873–1875 рр.: збудовано Меа-Ше'арим[en] — п'ятий єврейський район за межами Єрусалима.
- 1877 р.: Юсеф аль-Халіді[en] призначений головою Палати депутатів першого османського парламенту після вступу на престол Абдул-Гаміда ІІ та проголошення конституції Османської імперії[en].
- 1881 р.: вихідці з Чикаго Анна[en] і Гораціо Спеффорди[en] заснували Американську колонію[en].
- 1881 р.: Еліезер Бен-Єгуда переїжджає до Єрусалима, щоб почати розвиток сучасного івриту, що мав замінити мови, якими розмовляли євреї, що здійснили алію з різних частин світу
- 1882 р.: внаслідок Першої Алії до Палестини прибуло 25–30 тисяч сіоністських іммігрантів.
- 1886 р.: за сприяння Російської православної церкви збудовано Церкву Святої Марії Магдалини.
- 1887–1888 рр.: османську Палестину розділено на Єрусалимський, Наблуський та Акрський райони; Єрусалимський район стає «автономним», тобто підпорядкований безпосередньо Стамбулу.
- 1897 р.: в швейцарському Базелі відбувся Перший сіоністський конгрес, на якому Єрусалим обговорювався як можлива столиця майбутньої єврейської держави. У відповідь на це султан Абдул-Гамід ІІ починає відправляти до Єрусалимської провінції мешканців власного палацу, які мали керувати нею.
- 1898 р.: німецький імператор Вільгельм ІІ відвідує місто, щоб відкрити лютеранську церкву Христа Спасителя. За міськими мурами він зустрічає Теодора Герцля.
- 1899 р.: збудовано Собор Святого Георгія, у якому знаходиться кафедра Англіканського єпископа Єрусалимського[en] Єпископальної церкви Єрусалима та Близького Сходу.

## XX століття
- 1901 р.: набувають чинності османські обмеження щодо імміграції сіоністів та придбання ними землі в Єрусалимі.
- 1906 р.: засновано Академію мистецтв і дизайну «Бецалель».
- 1908 р.: Молодотурецька революція знову скликає парламент, до якого від Єрусалима призначено двох представників.

### ПеріодБританського мандату в Палестині

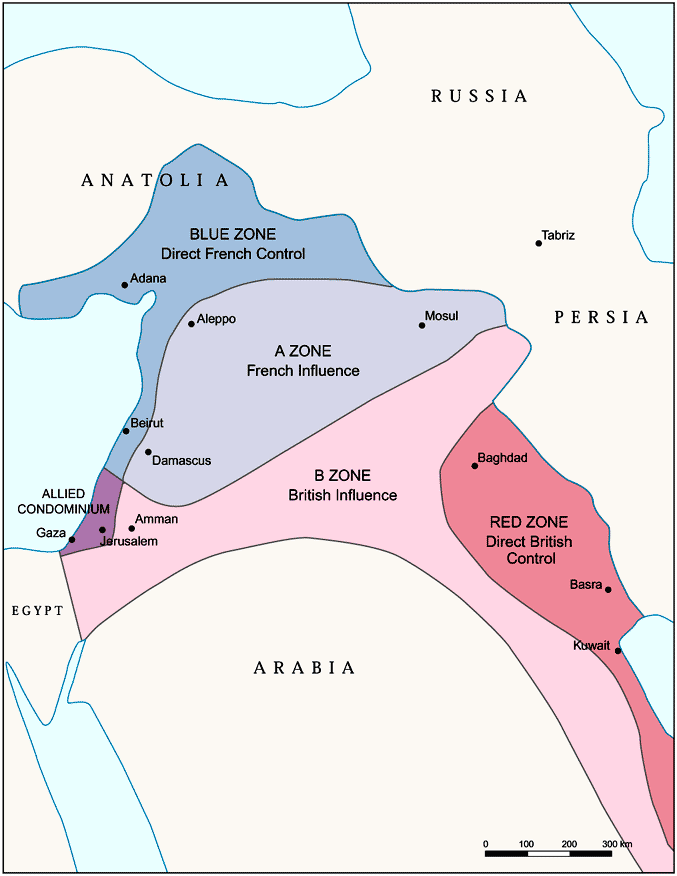
Зони французького та британського впливу, запропоновані в угоді Сайкса-Піко

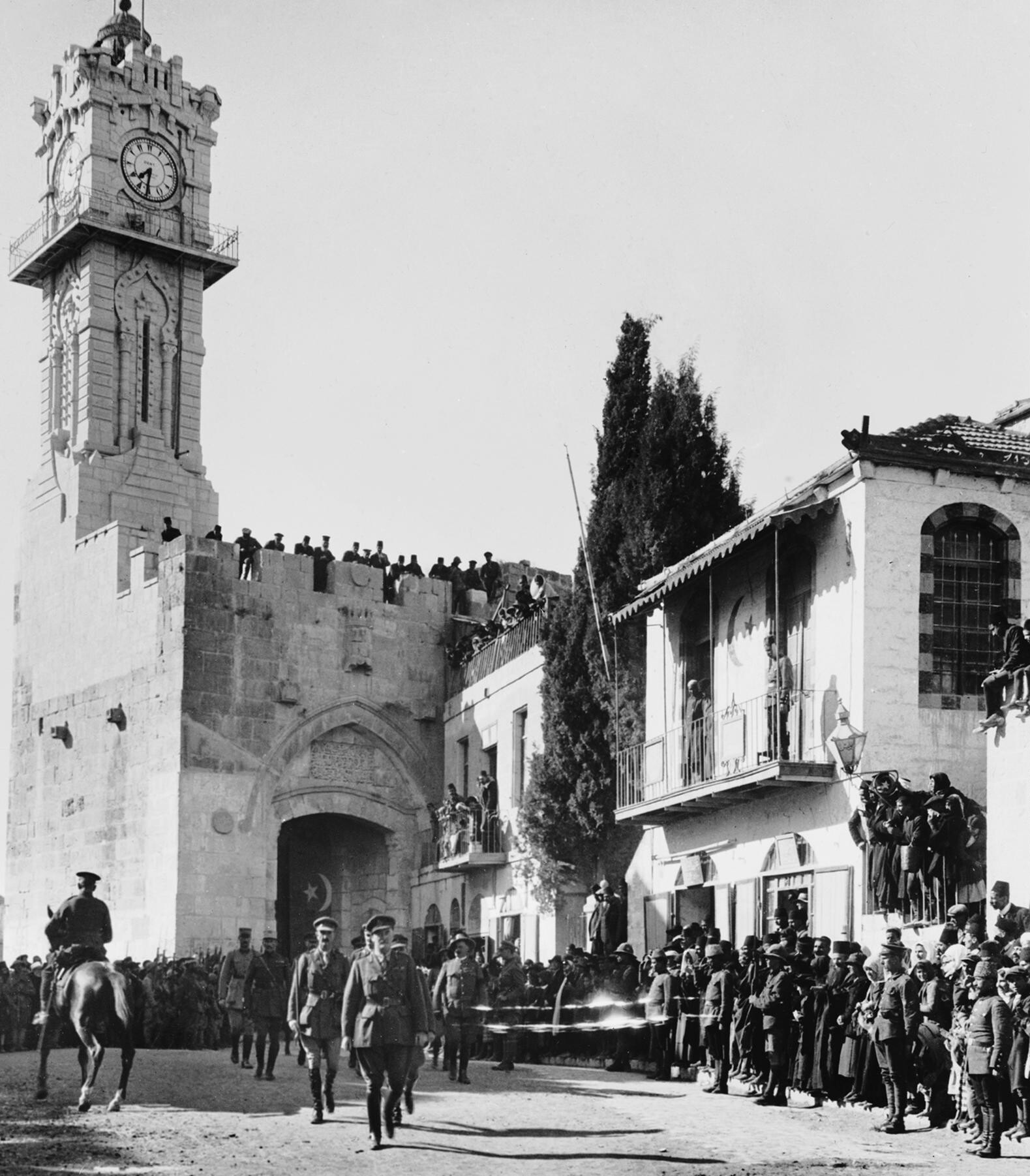
Генерал Алленбі входить до Єрусалима пішки на знак поваги до Священного міста, 11 грудня 1917 р.

- 1917 р.: Османська імперія зазнає поразки у битві за Єрусалим під час Першої світової війни. Генерал Британської армії Алленбі входить до Єрусалима пішки, посилаючись на вхід до міста халіфа Умара у 637 році. За місяць до того було видано декларацію Бальфура.
- 1918 р.: сер Рональд Сторрз, британський губернатор Єрусалима, і архітектор Чарльз Роберт Ешбі[en] заснували Проєрусалимську спілку[en].[69] Вони відновили міські мури та встановили низку містопланівних законів, зокрема постановили, що всі будівлі мають бути облицьовані єрусалимським каменем.
- 1918 р.: на горі Скопус на землі, якою володів Єврейський національний фонд, засновано Єврейський університет в Єрусалимі (відкритий у 1925 році).
- 1918–1920 рр.: Єрусалим підпорядковується Британській військовій адміністрації.
- 1920 р.: низка палестинських повстань[en] в Старому місті Єрусалима та навколо нього стали першою масштабною сутичкою у рамках арабо-ізраїльського конфлікту.
- 1921 р.: Мохаммед Амін аль-Хуссейні[en] призначений Великим муфтієм Єрусалима.
- 1923 р.: перша лекція, проведена першим президентом Всесвітнього союзу єврейських студентів[en] — Альбертом Ейнштейном.
- 1924 р.: у Єрусалимі Га-Аганою вбито Якоба Ісраеля де Хаана[en], який став першою жертвою єврейського тероризму.
- 1929 р.: палестинські повстання[en], що спалахнули після демонстрації, організованої «Комітетом Західного муру» (англ. Committee for the Western Wall) на чолі з Йосипом Клаузнером[70][71][72][73].
- 1932 р.: відкрито готель «Цар Давид»; видано перший випуск газети «Palestine Post».
- 1946 р.: бойовик з організації «Ірґун Цваї-Леумі» підірвав готель «Цар Давид», внаслідок чого загинула 91 особа, серед яких були 28 британських чиновників. Цей теракт до сьогодні лишається наймасовішим вибухом в історії арабо-ізраїльського конфлікту[74].
- 29 листопада 1947 р.: план ООН по розділенню Палестини закликає до інтернаціоналізації Єрусалима як «corpus separatum» (резолюція Генеральної Асамблеї ООН 181).

### Розділ між Ізраїлем та Йорданією
- 1947–1948 рр.: громадянська війна у підмандатній Палестині[en].
- 1948 р.: Арабо-ізраїльська війна.
  - 6 січня: теракт в готелі «Семіраміс»[en]
  - 9 квітня: різанина у Дейр-Яссіні.
  - 13 травня: напад на медичний конвой у Хадассі[en].
  - 14 травня: закінчується строк британського мандату і британські війська виходять з міста[75].
  - 14 травня: о 16 годині проголошено утворення держави Ізраїль.
  - 22 травня: американського консула Томаса Воссона[en] вбито в Єрусалимі невідомими.
  - 27 травня: Арабський легіон руйнує синагогу «Гурва».
  - 28 травня: Єврейський квартал Старого міста відходить до Арабського легіону на чолі з Джоном Глаббом. Легіон руйнує всі синагоги, що залишилися. Мордехай Вейнгартен[en] обговорює з Абдаллою ель-Теллем[en] умови капітуляції.
  - 26 липня: Західний Єрусалим проголошено територією Ізраїлю.
  - 17 вересня: Фольке Бернадот, посередник ООН в Палестині і перший офіційний посередник в історії ООН, вбитий бойовиками організації «Лехі».
- 1949 р.: Єрусалим проголошений столицею Ізраїлю. Кнесет переїжджає до Єрусалима з Тель-Авіва. Йорданія закриває доступ до Стіни плачу і гори Скопус, тим самим порушуючи Родоські угоди 1949 року[en].
- 1951 р.: король Йорданії Абдалла І вбитий арабськими екстремістами на Храмовій горі.
- 1953 р.: заснування Яд Вашем.
- 1964 р.: Папа Павло VI здійснює візит до Ізраїлю, — він став першим Папою за тисячу років, який відвідав Святу землю; проте він проводив церемонію на горі Сіон, не відвідуючи Старого міста. Його зустріч з Афінагором І, Патріархом Константинопольським, призвела до скасування відлучення від церкви внаслідок Великої схизми.
- 1966 р.: відкриття нової будівлі Кнесету. Засновано Музей Ізраїлю та Храм Книги.

### Незалежний Ізраїль

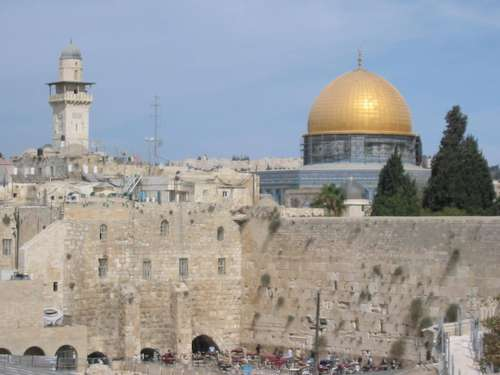
Храмова гора у наш час. На передньому плані — Стіна плачу, на задньому — Купол Скелі

- 5–11 червня 1967 р.: Шестиденна війна.
  - 6 червня: у північній частині підконтрольного Йорданії Східного Єрусалима відбулася битва за Арсенальний пагорб[en].
  - 7 червня: Армія оборони Ізраїлю захоплює Старе місто.
  - 10 червня: зруйновано Марокканський квартал разом з 135 будинками та мечеттю Аль-Бурак[en]; утворено площу перед Стіною плачу.
  - 28 червня: Ізраїль проголошує об'єднаний Єрусалим та відкриває доступ до священних місць для усіх релігій.
- 1968 р.: ізраїльські війська захоплюють Єврейський квартал та конфіскують 129 дунамів (0,129 км²) землі, що утворювала Єврейський квартал до 1948 року[76]; 6000 мешканців кварталу було вигнано, а 437 магазини — зачинено.[77]
- 1969 р.: протестантський екстреміст з Австралії Деніс Майкл Роен[en] підпалює частину мечеті Аль-Акса.
- 1977 р.: президент Єгипту Анвар Садат відвідує Єрусалим і виступає перед Кнесетом.
- 1978 р.: штаб-квартира Всесвітнього союзу єврейських студентів переїжджає з Лондона до Єрусалима.
- 1980 р.: ухвалення Закону про Єрусалим призводить до прийняття резолюції Ради Безпеки ООН 478, у якій зазначено, що РБ ООН не визнає цього закону.

## XXI століття
- 2000 р.: Папа Іван Павло ІІ став першим латинським Папою, що відвідав Єрусалим; він молиться біля Стіни плачу.
- 2000 р.: на самміті у Кемп-Девіді[en] остаточного перемир'я між Ізраїлем і Палестинською національною адміністрацією так і не було досягнуто; статус Єрусалима відіграв ключову роль у провалі переговорів.
- 2000 р.: за два місяці після закінчення самміту в Кемп-Девіді починається Друга інтифада (також відома як Інтифада Аль-Акси); візит Аріеля Шарона до Храмової гори був важливим фактором при повстанні.
- 2008 р.: ізраїльська релігійна сефардська партія «ШАС» відмовляється утворити частину уряду без гарантій того, що не буде жодних переговорів, які призведуть до розділу Єрусалима.
- грудень 2017 р.: президент США Дональд Трамп визнав Єрусалим столицею Ізраїлю; це спричинило численні протести палестинців та інших мусульман країни.[78]
- 2018 р.: США, Гватемала і Парагвай стають першими країнами, що відкриють свої посольства в Ізраїлі у Єрусалимі.[79]

## Зовнішні посилання
- Головні події в історії Єрусалима [Архівовано 13 січня 2016 у Wayback Machine.] на CenturyOne Bookstore